# Gent

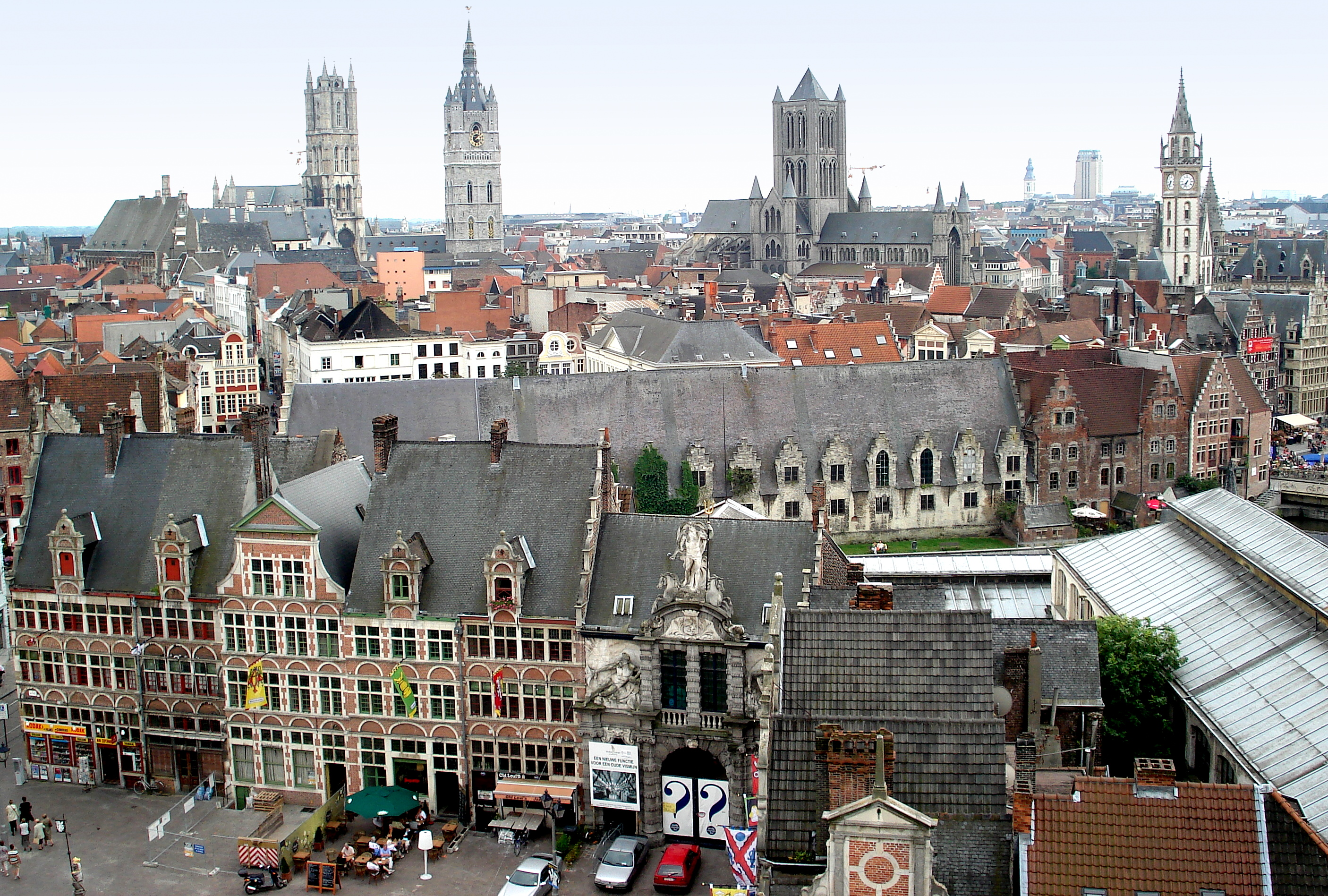
Blick auf Gent von Norden

Gent (niederländisch [ɣɛnt]/[ʝɛnt], französisch Gand [gɑ̃]) ist nach Antwerpen die zweitgrößte Stadt Belgiens. Sie zählt 269.597 Einwohner (1. Januar 2024) und ist die Hauptstadt der Provinz Ostflandern, des Arrondissements Gent und des Wahlbezirks.
Gent entstand aus keltischen Ansiedlungen im Gebiet der Mündung der Leie in die Schelde. Im Mittelalter wuchs Gent durch den blühenden Tuchhandel zu einer der größten und bedeutendsten Städte Europas heran. Auch das Flachs- und Leinengewerbe und das von der Stadt erworbene Stapelrecht auf Getreide trugen ansehnlich zum Wohlstand der Stadt bei. Nach einer kurzen calvinistischen Periode verfiel die Stadt zusehends bis zur erneuten Blüte gegen Ende des 18. Jahrhunderts, als sie zu einer der ersten industrialisierten Städte auf dem europäischen Festland wurde.
Im Hof ten Walle, dem späteren Prinzenhof, wurde am 24. Februar 1500 der spätere Kaiser des Heiligen Römischen Reiches, Karl V., geboren. In der Stadt wurden auch die Genter Pazifikation (1576) und der Friede von Gent (1814) unterzeichnet.
Gent wird auch „die stolze Stadt“ (niederländisch de fiere stad) oder – nach den Vorkämpfern seiner städtischen Freiheit – Arteveldestadt genannt. Aufgrund seiner Lage in einem ausgedehnten Gebiet von Blumen- und Pflanzenzüchtungsbetrieben wird es darüber hinaus auch als Blumenstadt bezeichnet.
Die Patronatsheiligen Gents sind Sankt Lieven und Pharaildis. Der heilige Bavo ist der Schutzpatron des Bistums Gent, nach ihm sind die Sankt-Bavo-Abtei und die St.-Bavo-Kathedrale benannt. Die wohlhabenden Bürger der Stadt errichteten im 13. und 14. Jahrhundert die Sint-Niklaaskerk am Kornmarkt.

## Geographie

### Lage
Gent befindet sich inmitten eines urbanen Städtegebiets. So sind Brüssel im Südosten und Antwerpen im Nordosten jeweils ungefähr 50 Kilometer entfernt, während es bis nach Brügge, Kortrijk und Roeselare im Westen etwa 40 Kilometer sind. Die Stadt liegt am Zusammenfluss von Schelde und Leie. Gent hat bei einer Fläche von 156,18 Quadratkilometern 269.597 Einwohner (Stand 1. Januar 2024) sowie ein Bevölkerungswachstum von 0,6 Prozent.

### Einwohner
Die Metropolregion der Stadt hat eine Fläche von ca. 1205 Quadratkilometern. In ihr leben 594.582 Menschen (1. Januar 2008), so dass die Metropolregion Gent die viertmeistbevölkerte Belgiens ist. Die zentrale Agglomeration weist 278.457 Einwohner auf, die nächste Umgebung (französisch banlieue) erhöht die Zahl auf 423.320. Mit der äußersten Wohn- und Einflusszone (niederländisch forensenwoonzone) summiert sich die Zahl auf 594.582.

### Stadtzentrum
Das Stadtzentrum unterteilt sich in mehrere auf frühere Ansiedlungen zurückgehende Kerne, der Unterschied zwischen dem historischen mittelalterlichen Zentrum in der sogenannten „Wanne“ (De Kuip) und dem deutlich höherliegenden Gebiet der ehemaligen Sankt-Peters-Abtei auf dem Blandinberg (oder Blandinenberg) macht sich besonders bemerkbar.

### Klima
Das Klima der Stadt wird von der nahen Nordsee geprägt; die Tagestemperaturen sind sommers wie winters meist angenehm: Nachtfröste sind ebenso selten wie Mittagstemperaturen von über 30 Grad Celsius.

## Stadtgliederung

### Überblick
Gent besteht heute nicht allein aus der historischen, dicht bebauten und bewohnten Innenstadt, bestehend aus dem in der „Wanne“ sitzenden Zentrum und dem Abteiviertel auf dem Blandinberg. Wie bei vielen anderen Städten auch liegen rund um das ursprüngliche Stadtgebiet im 19. und 20. Jahrhundert damals als Arbeiterviertel entstandene Viertel, auch hier herrscht eine dichte Bebauung vor. Südlich liegt das Bahnhofsviertel des beginnenden 20. Jahrhunderts. Jenseits von dort beginnt der Stadtrand, dessen Bebauung sich vor allem an den großen Ausfallswegen entwickelt und dabei zunehmend die umliegenden Dorfkerne mit integriert hatte. Die Stadt Gent gliedert sich in 25 Stadtteile, die vor allem im Zentrum mit historischen Vierteln und Nachbarschaften übereinstimmen. Jenseits davon stimmt die administrative Gliederung in Teilgemeinden mit der soziokulturellen und historischen Gliederung im Wesentlichen überein.
Seit den Gemeindefusionen von 1965 und 1977 besteht Gent aus den folgenden Teilgemeinden:

Teilgemeinden Gents

| Nr.  | Name                | Fläche (km²) | Einwohnerzahl 2023 |
| ---- | ------------------- | ------------ | ------------------ |
| I    | Gent                | 59,14        | 133.650            |
| II   | Mariakerke          | 5,26         | 11.746             |
| III  | Drongen             | 27,83        | 14.320             |
| IV   | Wondelgem           | 5,68         | 16.274             |
| V    | Sint-Amandsberg     | 6,08         | 26.368             |
| VI   | Oostakker           | 11,66        | 15.708             |
| VII  | Desteldonk          | 5,73         | 952                |
| VIII | Mendonk             | 2,67         | 254                |
| IX   | Sint-Kruis-Winkel   | 3,41         | 1.255              |
| X    | Ledeberg            | 1,07         | 9.023              |
| XI   | Gentbrugge          | 7,90         | 23.422             |
| XII  | Afsnee              | 3,95         | 1.500              |
| XIII | Sint-Denijs-Westrem | 6,18         | 5.639              |
| XIV  | Zwijnaarde          | 11,12        | 7.722              |

### Nachbargemeinden
Gent grenzt an folgende Teilgemeinden:
- Wachtebeke (Gemeinde Wachtebeke),
- Zaffelare (Gemeinde Lochristi),
- Lochristi, mit dem Dorf Hijfte (Gemeinde Lochristi)
- Destelbergen (Gemeinde Destelbergen)
- Heusden (Gemeinde Destelbergen)
- Melle (Gemeinde Melle)
- Merelbeke (Gemeinde Merelbeke)
- Zevergem (Gemeinde De Pinte)
- De Pinte (Gemeinde De Pinte)
- Sint-Martens-Latem (Gemeinde Sint-Martens-Latem)
- Sint-Martens-Leerne (Gemeinde Deinze)
- Vosselare (Gemeinde Nevele)
- Landegem (Gemeinde Nevele)
- Merendree (Gemeinde Nevele)
- Vinderhoute (Gemeinde Lovendegem)
- Lovendegem (Gemeinde Lovendegem)
- Evergem, mit den Dörfern Belzele und Wippelgem (Gemeinde Evergem)
- Kluizen (Gemeinde Evergem)
- Ertvelde, mit dem Dorf Rieme (Gemeinde Evergem)
- Zelzate (Gemeinde Zelzate)

## Geschichte

### Steinzeit bis zum Ende der Bronzezeit
Der älteste Fund, der die Anwesenheit von Menschen im Raum Gent belegt, ist ein Faustkeil, der rund 70.000 Jahre alt ist. Danach klafft eine riesige Lücke, die bis zur Ankunft der ersten Bauern auf dem lange gemiedenen, sandigen Boden reicht. Die ersten Überreste dieser frühesten Bauern werden auf etwa 2000 bis 1800 v. Chr. datiert. Die lokale Gruppe wird kulturell sowohl mit der Hilversum-Kultur im Norden, als auch mit der nordfranzösischen Eramécourt-Gruppe in der Picardie in Verbindung gebracht. In der späten Bronzezeit folgten Angehörige der Urnenfelderkultur.

### Kelten, Römer, Franken

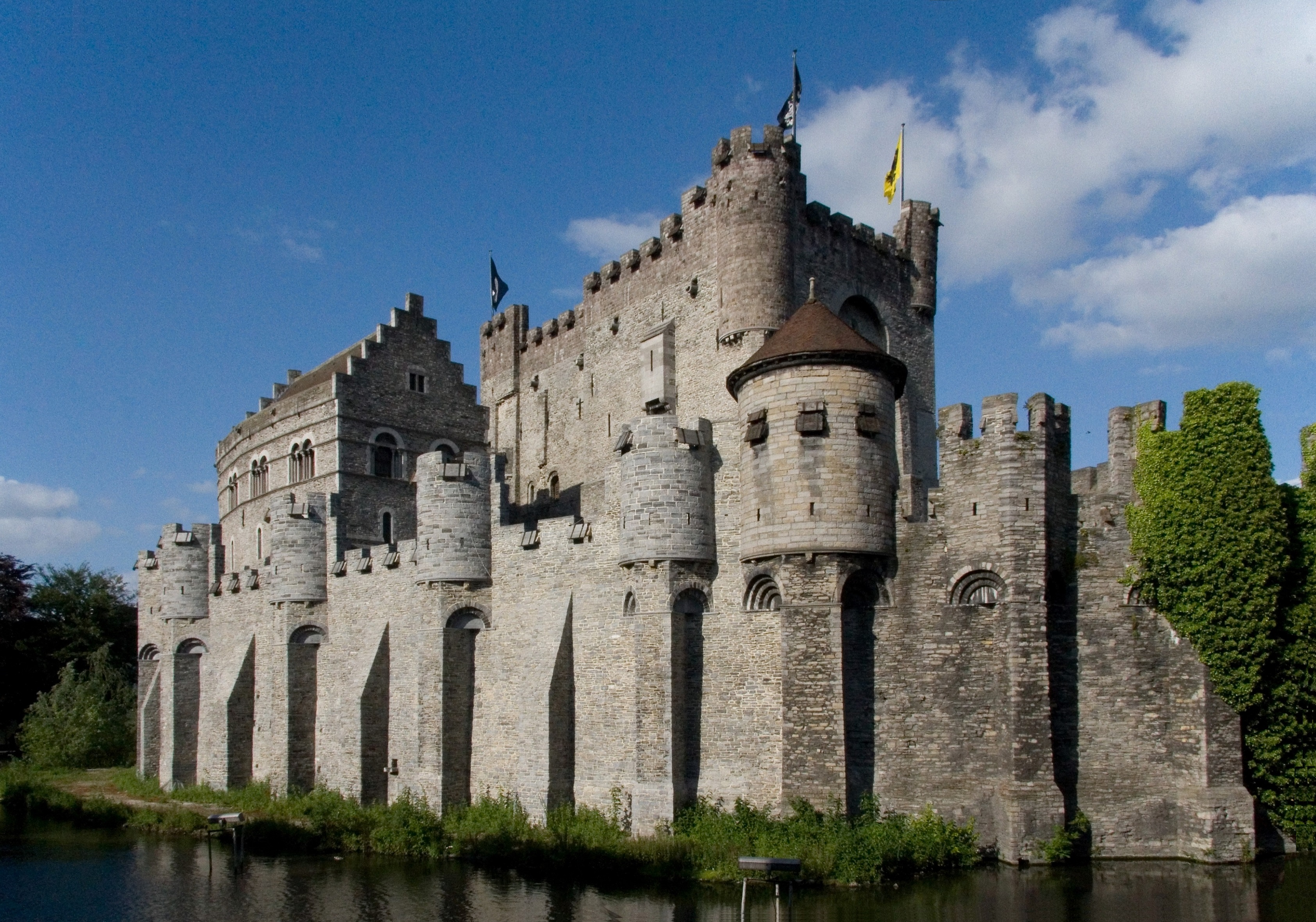
Gravensteen, die Burg der Grafen von Flandern

Um 700 v. Chr. setzte die Eisenzeit ein. In keltischer Zeit, also vor allem während der La-Tène-Kultur ab etwa 500 bis 400 v. Chr., gab es in dem Landstrich, in dem die Flüsse Schelde und Leie zusammenströmen, mehrere Ansiedlungen. Regelmäßig kam es zu Überschwemmungen, sodass der Grund sich weiterhin eher für Schafzucht als für Landbau eignete. Auf dem Gebiet von Gent lässt sich diese Kultur allerdings bis dato nur wahrscheinlich machen. Der Name Gent kommt vom keltischen Gewässernamen Gond, was bei den Germanen zu Ganda wurde, woher sich wiederum das lateinische Gandavum ableitet. Ganda wird oft mit Zusammenfluss, Mündung übersetzt.
Durch die Römer sind die um Gent anwesenden Stämme, die Nervier und die Menapier näher bekannt. Zwar wurde das Gebiet um 50 v. Chr. römisch, doch erste Romanisierungsspuren finden sich erst unter Kaiser Claudius. Wegebau, Baumaterialien und -techniken wurden nach und nach von den Römern übernommen. An mehreren Stellen in Gent fanden sich römische Überreste, so am Gravensteen, in der Pekelharingstraat, der Schouwburgstraat, bei der Kathedrale St. Bavo, auf dem Botermarkt, in der St.-Pieters-Abtei, am Hogeweg und in Sint-Denijs-Westrem. Sie stammen überwiegend aus dem 2. und 3. Jahrhundert. Um 400 wurde der Ort von den Franken eingenommen.

### Karolinger, Hauptklöster
Im 7. Jahrhundert wurden zwei Abteien gestiftet: das Kloster Sankt Bavo (um 625 bis 650) und Blandinium, das spätere Kloster Sankt Peter (nach 650). Sie hatten maßgeblichen Einfluss auf die Entwicklung der Stadt. Bereits um 800 muss die Stadt so bedeutend gewesen sein, dass Ludwig der Fromme den Karlsbiographen Einhard zum Abt beider Abteien berief.
Karl der Große versuchte vergeblich, die Wikinger durch den Bau einer Flotte abzuwehren. 851/852 und zwischen 879 und 883 verwüsteten sie die Stadt und plünderten das Gebiet um Gent. Sie setzten sich lange Zeit an der Schelde fest, hier u. a. auf der Höhe des heutigen Duivelsteen, Sankt Bavo, Biezekapelstraat, Wijdenaard. Am Ende des 9. Jahrhunderts wurde auf dem Platz des heutigen Gravensteen durch Balduin II. den Kahlen eine Burg errichtet. Die Einwohner gruppierten sich somit neu um diesen Ort und um die Graslei an der Leie. Gent wuchs aus verschiedenen Kernen zu einer größeren Stadt zusammen, die zunächst etwa 7 ha umfasste.

### Städtische Autonomie, Textilmetropole

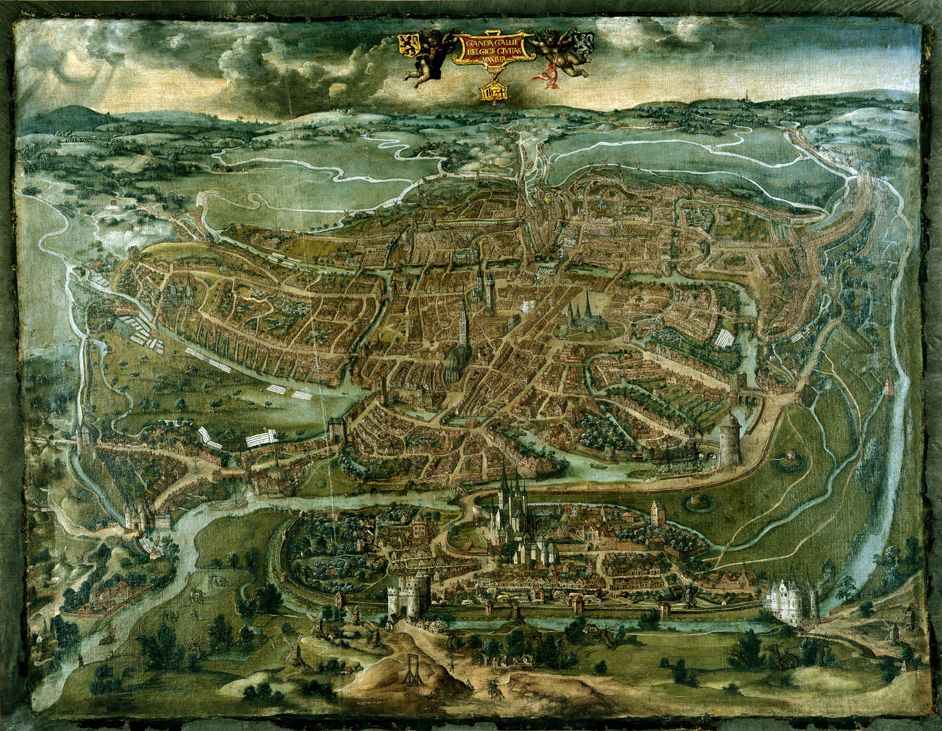
Gent auf einer Ansicht von 1534

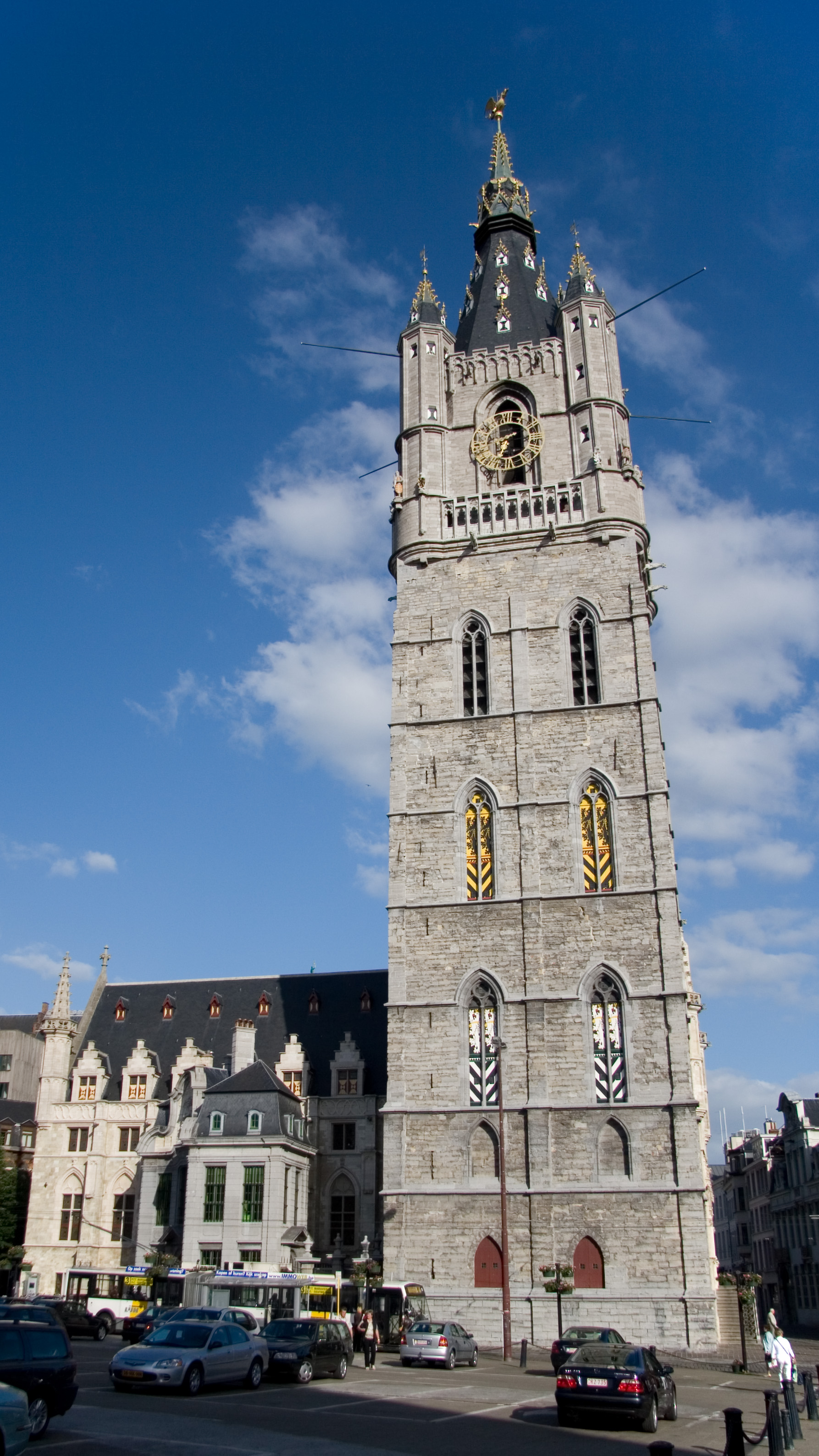
Genter Belfried – Symbol städtischer Macht

Die älteste Stadtkirche ist seit 949 fassbar. Dort stand ab dem 12. Jahrhundert die erste Schöffenbank. Wahrscheinlich entstand Ende des 10. Jahrhunderts eine erste Stadtumwallung, Gent dehnte sich aus und es entstanden neue Stadtgemeinden, nämlich Sint-Jacob, Sint-Niklaas und später Sint-Michiel. Im 11. Jahrhundert wurde Gent zu einer Metropole der Textilproduktion und zu einer weit ausgreifenden wirtschaftlichen Macht. Die Stadt mit ihrem Mittelpunkt dem Botermarkt, war bis etwa 1550 größte Stadt der Niederlande, außerhalb Italiens war lediglich Paris noch größer. Sie wuchs bis auf 80 Hektar an, der Grachtengürtel um die Stadt umfasste 644 Hektar. Schon im 13. Jahrhundert hatte die Stadt fünfzig- bis sechzigtausend Einwohner und mehr und mehr Häuser wurden aus Stein gebaut. Noch 1120 und 1128 war es zu verheerenden Stadtbränden gekommen. Die Befestigungsanlagen wurden vergrößert, die Tore verstärkt – eine Ausbautätigkeit, die erst im 18. Jahrhundert endete. Kaiser Karl V. sagte über Gent: Je mettrai Paris dans mon gant/Gand (französisch für „Ich könnte Paris in meinen Handschuh/mein Gent stecken“).
Um 1100 gewährte der Graf von Flandern der Stadt eine eigene Schöffenbank. So wuchs die Stadt langsam zu einer autonomen Macht mit selbstständigen Institutionen heran. Gent war immer eine nach Autonomie strebende, rebellische Stadt. Die Bürger fochten jahrhundertelang gegen ihre jeweiligen Fürsten, um ihre Privilegien oder Freiheiten zu bewahren oder zu vergrößern. Der Adel musste den Kaufmannsfamilien einen großen Teil der Macht abtreten.

### Herrschaft der 39, Innere Konflikte
Bis 1302 regierte faktisch eine Anzahl begüterter Bürgerfamilien, die sogenannten XXXIX (39 Genter Schöffen), da Politik und Rechtsprechung in ihren Händen lagen. Diese Patrizier formten eine geschlossene Gruppe, reich geworden durch den Handel und die Produktion von Tuch und Leinen, sowie die ökonomische Herrschaft über das Umland. Sie suchten ihre Interessen zu wahren, daher standen sie oft auf Seiten des französischen Königs und gegen ihren direkten Herrn, den Grafen von Flandern, was ihnen den Spottnamen Leliaerts (etwa „Lilienleute“ nach der Lilie, dem Symbol der französischen Könige) einbrachte.
1297 setzte Graf Guido I. von Flandern den Rat der XXXIX ab. Nach der Niederlage gegen Frankreich in der Schlacht von Veurne konnte er sich nur noch in Gent halten. Er musste 1298 Frieden schließen und 1300 aufgeben. Nach dem Aufstand Brügges gegen den französischen König und dem Erfolg in der Sporenschlacht im Juli 1302 bekamen die Zünfte und kleinen Gewerbe das Recht zur Kooptation von Schöffen, wodurch eine Regierungsform zustande kam, an der die Zünfte größeren Anteil hatten. Auch die neue Regierung wehrte sich gegen die Ansprüche der Fürsten, vor allem gegen deren fiskalische Ansprüche; dies mit Erfolg, zumal der Graf und auch sein Sohn und Nachfolger Robert III. mehrere Jahre in französischer Gefangenschaft verbrachten. Je mehr die Zünfte und Kaufmannsfamilien an Macht und Einfluss gewannen, umso mehr pochten sie auf ihre Selbständigkeit. Gegen die Grafenherrschaft erhoben sich daneben die Bauern unter Führung von Nicolaas Zannekin (bis 1328), die 1325 auch vor Gent zogen, doch scheiterten sie an dessen Mauern.

### Rolle im Hundertjährigen Krieg

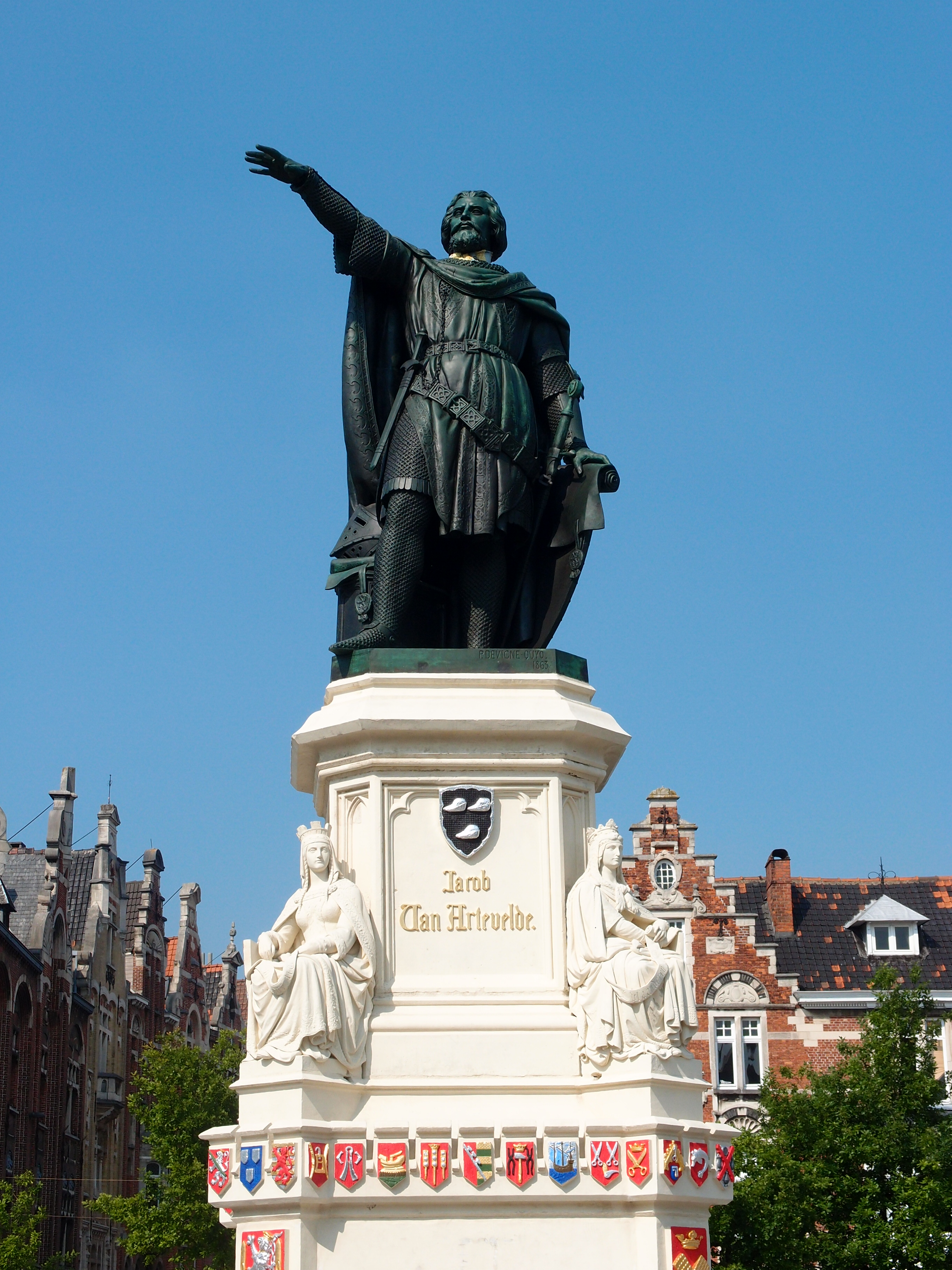
Standbild von Jacob van Artevelde auf dem Freitagsmarkt in Gent (Teilansicht)

Während der ersten Phase des Hundertjährigen Krieges (1338–1453) optierte Gent, nach anfänglicher Neutralität, schließlich für die englische Seite, weil die Stadt vom Import von Rohstoffen für die Textilproduktion abhängig war und die Engländer die Einfuhr blockiert hatten. Jacob van Artevelde, ein reicher Tuchhändler, setzte sich an die Spitze eines Aufstands gegen Ludwig II. von Nevers, weil dieser auf Seiten des französischen Königs stand.
Mitten auf dem Freitagsmarkt steht ein Standbild des Stadthauptmannes und Kaufmanns Jacob van Artevelde, der auf dem Platz am 26. Januar 1340 König Eduard III. von England empfing und als rechtmäßigen französischen König anerkannte, nachdem sich die Genter Zünfte unter seiner autoritär regierenden Führung mit den Engländern verbündet hatten, um zusammen gegen den französischen Adel vorzugehen.
Soziale Konflikte blieben jedoch nicht aus ('den quaden maendach' = der schlechte Montag), und fünf Jahre später riefen die Walker zum Aufstand, die die Weber unter Artevelde stürzen wollten. Es kam zu Gefechten auf dem Freitagsmarkt als Vorspiel zum Mord an Jacob van Artevelde, der am 17. Juli 1345 in seiner Wohnung auf dem Kalandeberg ermordet wurde.
Nach dem Goede Disendach, dem guten Dienstag, wurde der neue Graf Ludwig van Male anerkannt. Dennoch blieb es unruhig in Gent, das Volk forderte Mitspracherechte und die gut organisierten Zünfte nahmen am politischen Streiten teil. 1369 wurde die Verteilung der Schöffenämter angepasst. Fortan wurden im Schöffenrat drei Repräsentanten von den Porters, 5 der 53 kleinen Gewerbe und 5 der großen Zünfte neu aufgenommen. Der Graf versuchte beständig die Macht in seine Hände zu bekommen, was zu Aufständen führte, wie 1379–1385 unter Führung von Jan Hyoens, Frans Ackerman und Philipp van Artevelde, dem Sohn von Jacob. Der Aufstand begann durch den Mord am gräflichen Baljuw, der die Genter Privilegien nicht hinreichend respektierte. Verschiedene Male gelang es den Aufständischen, mit Unterstützung der Zünfte in anderen Städten, beinahe die ganze Grafschaft Flandern zu beherrschen. Artevelde, der die Genter gegen das französische Heer unter Führung von König Karl VI. und Ludwig van Male anführte, kam 1382 in der Schlacht bei Westrozebeke ums Leben (Siehe auch: Schlacht bei Roosebeke).
Dieser erste große Aufstand endete ohne Entscheidung im Dezember 1385 durch den Frieden von Doornik, geschlossen mit dem neuen Grafen Philipp dem Kühnen von Burgund. 1384 kam Gent an das Herzogtum Burgund, weil Herzog Philipp der Kühne die Erbin Margarete von Flandern geheiratet hatte. Die Handhabung der Privilegien änderte sich dadurch nicht, es gab sogar eine Amnestie für jede Form des Aufstands, doch Gent musste sein Bündnis mit England aufgeben und den König von Frankreich anerkennen. Als der Burgunder jedoch die Macht der Zünfte einschränkte, kam es erneut zum Aufstand. Die Kämpfe wurden erbittert geführt, doch schließlich mussten sich die Genter Kaufleute den Burgundern geschlagen geben. Der Streit um Salz- und Getreidesteuern dauerte drei Jahre. 1407 festigte sich in der Stadt der Rat von Flandern, der als Geschäftssprache das Niederländische nutzte.

### Burgunder, Habsburger (1453–1477 bzw. ab 1477)

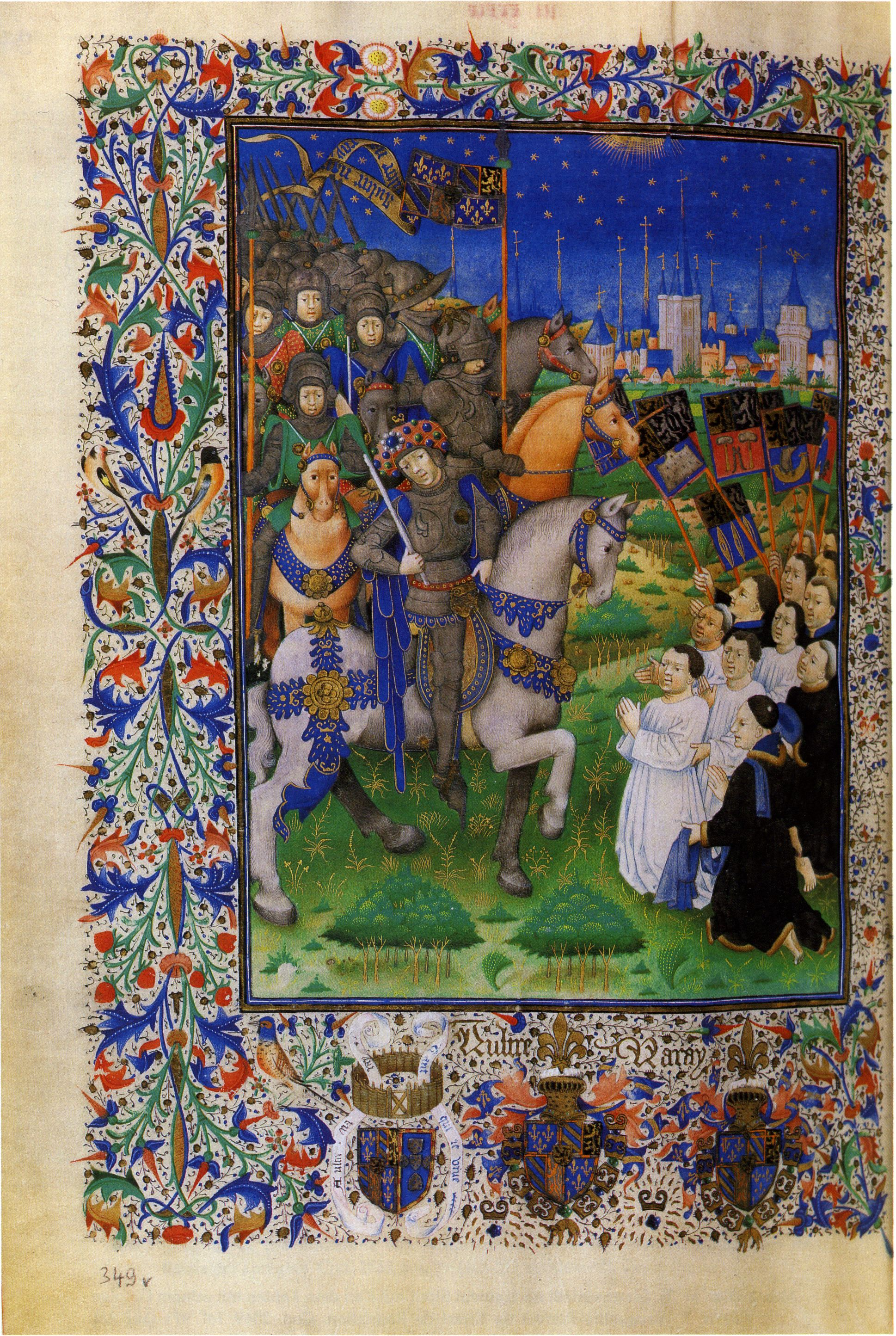
Herzog Philipp der Gute nimmt 1453 die Unterwerfung der Bürger von Gent entgegen (Buchmalerei) in einer für den Herzog angefertigten Handschrift. Wien, Österreichische Nationalbibliothek, Cod. 2583, fol. 349v

Das Haus von Burgund wurde zum neuen Gegenspieler der Stadt, die sich zunächst auch Philipp dem Guten widersetzte. Am 23. Juli 1453 kam es schließlich zur entscheidenden Schlacht an der Schelde. Die 30.000 Mann des Stadtheeres konnten keinen Sieg erringen. Herzog Philipp der Gute ließ die Ratsherren im Büßerhemd vor die Stadt ziehen und um Gnade bitten. Erst nach dieser Schlacht akzeptierte Gent die Burgunderherrschaft, die allerdings nur bis 1477 dauerte. Mehr als zwanzig Jahre lang dominierten die Burgunder die nach Oberitalien reichste und größte Städtelandschaft Europas.
Im Jahr 1477 erwarben die Habsburger Flandern und damit Gent durch die Hochzeit von Maria von Burgund mit dem späteren Kaiser Maximilian I. Auch dieses Mal kämpften die Kaufleute energisch um ihre Unabhängigkeit, vor allem ab 1485. Sie mussten jedoch nach der Enthauptung von Jan van Coppenolle am 29. Juli 1492 den Frieden von Cadzand unterzeichnen. Dieser beschnitt die Selbstständigkeit der Stadt stark, ein Zustand, der sich erst nach dem Aufstand von 1540 wieder änderte.

### Aufstand, Ende der Autonomie, Calvinismus (1537–1568)

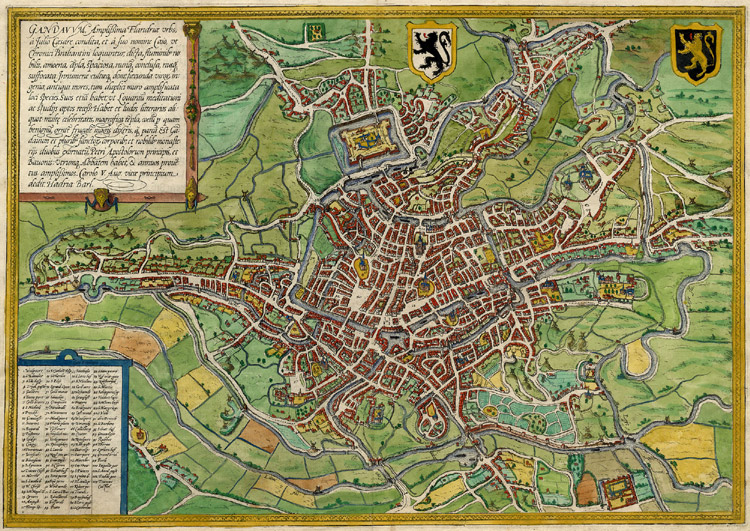
Gent 1576 auf der Karte von Braun & Hogenberg

Im 16. Jahrhundert spielte Gent eine wichtige Rolle im Aufstieg des Calvinismus. 1537 weigerte die Stadt sich, der Bitte der Landvögtin Maria von Ungarn zur Unterstützung der Kriege Kaiser Karls V., der am 24. Februar 1500 im Genter Prinzenhof geboren worden war, gegen Frankreich Folge zu leisten. Der folgende Aufstand wurde durch den Kaiser mit großer Härte niedergeschlagen, die Anführer 1539 am Gravensteen geköpft. Als die politischen Führer 1540 um Vergebung baten, wurde Gent einem neuen Statut unterworfen, der sogenannten Concessio Carolina. Die Klokke Roeland (Rolandsglocke), das Sinnbild der Genter Selbständigkeit, wurde aus dem Belfried entfernt, und eine neue Burg, das Spaniardenkastell, sollte fortan darüber wachen, dass die Genter stillhielten.
Die Führer des Aufstands mussten im Büßerkleid mit einer Schlinge um den Hals um Vergebung bitten, was sich im kulturellen Gedächtnis der Stadt als Ausdruck ihrer Entmachtung niederschlug. In den Augen der Fremden teilten alle Einwohner Gents das Los der Creesers (krijsers = Kreischer). Die Genter waren mit diesem Spottnamen jedoch nicht einverstanden. Schnell kamen strenge Sanktionen gegen jene, die dieses Wort zu gebrauchen wagten, von einfachen Gesellen („up u bloot lichaem totten bloede = [Schläge] auf euren nackten Leib, bis es blutet“), bis zum extremen Fall eines Lieutenants, der 1578 am Galgen gehängt wurde.
Nachdem Gent Mitte des 16. Jahrhunderts an Karls Sohn Philipp II. von Spanien gefallen war, erhoben sich die protestantischen Bewohner gegen die Katholiken aus Spanien, die ihrerseits mit einem Terrorregime reagierten. Die Hinrichtung des Statthalters von Flandern, Lamoral Graf von Egmont, im Jahre 1568 löste den Befreiungskampf der Niederlande unter Wilhelm von Oranien aus.

### Die Genter Republik (1577–1584)

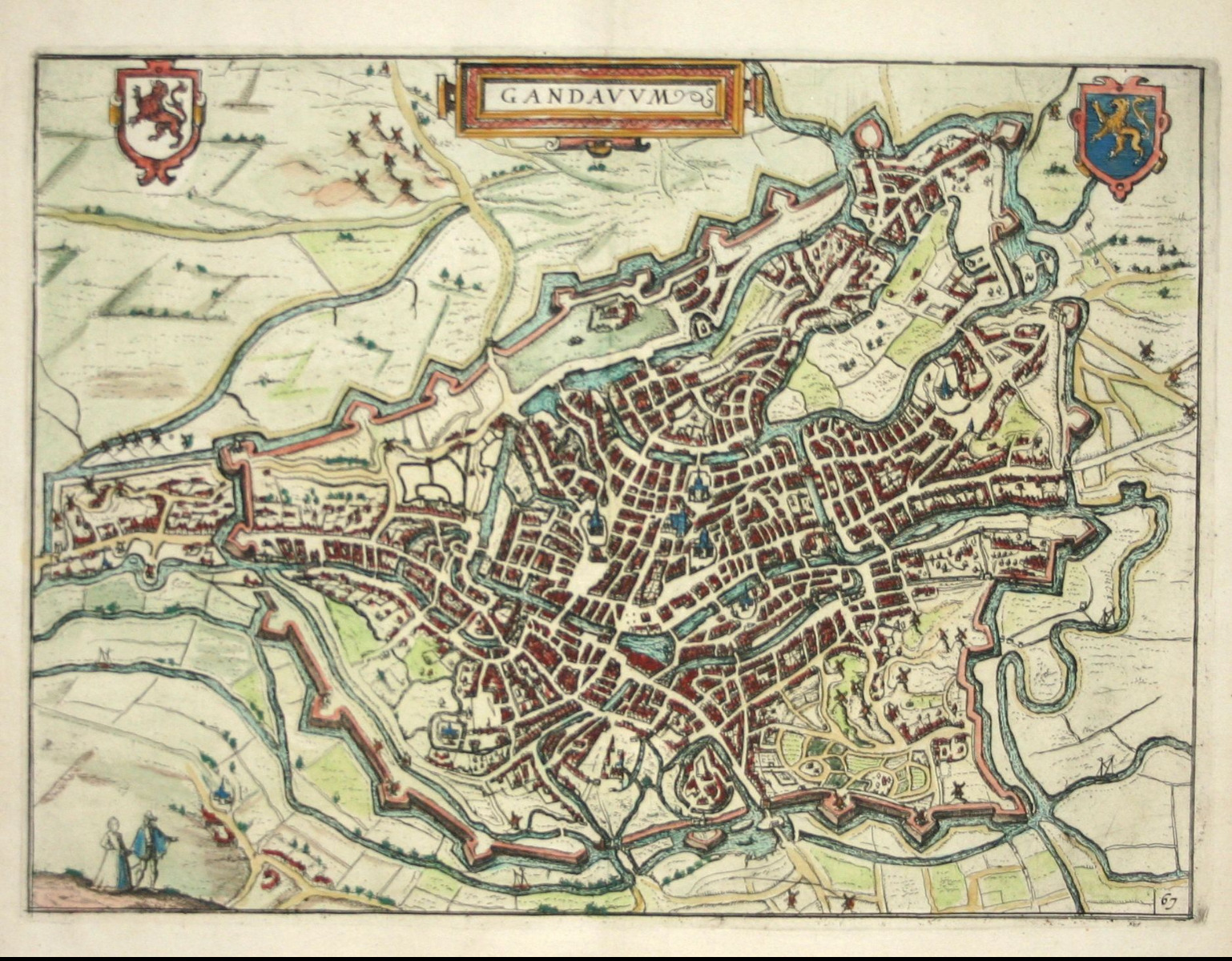
Gent 1612 auf der Karte von Guicciardini

Während des Achtzigjährigen Krieges wurde 1576 durch die versammelten Generalstaaten die Genter Pazifikation geschlossen, ein Konfessionsfrieden zwischen Katholiken und Protestanten. Zwischen 1577 und 1584 bestand Gent als calvinistische Stadtrepublik, unter Führung von Jan van Hembyze und François van Ryhove.
Damals wurde auch die erste Genter (theologische) Universität in „Het Pand“ (heute restauriert und Eigentum der Universität Gent) gestiftet. Nach der Einnahme der Stadt durch den Herzog von Parma Alessandro Farnese am 17. August 1584 flohen die Calvinisten aus dem Lande, vor allem in Richtung der nördlichen Niederlande.
In dieser Zeit wurde eine neue militärische Wallanlage gebaut, die auf der Karte von Guicciardini von 1612 im Vergleich mit jener von Braun & Hogenberg von 1576 sehr gut sichtbar ist.

### Wirtschaftlicher Niedergang (um 1600 bis 1750)

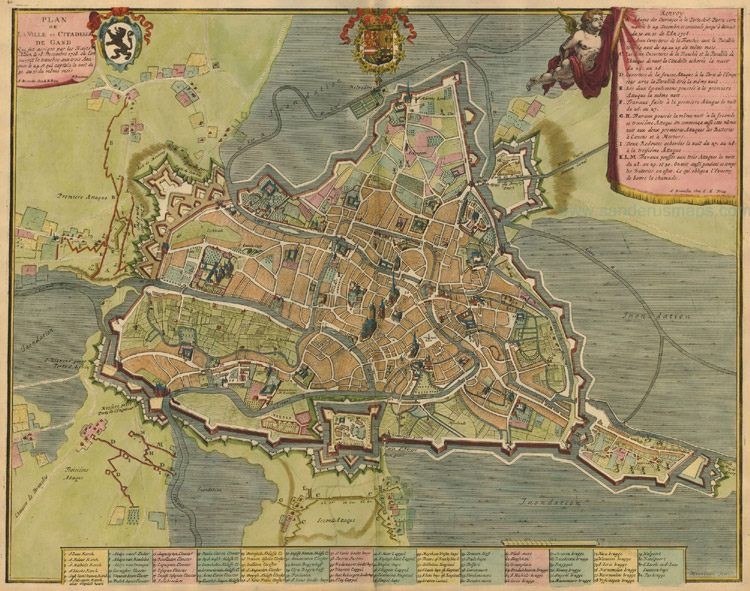
Gent 1712 auf der Karte von Frickx

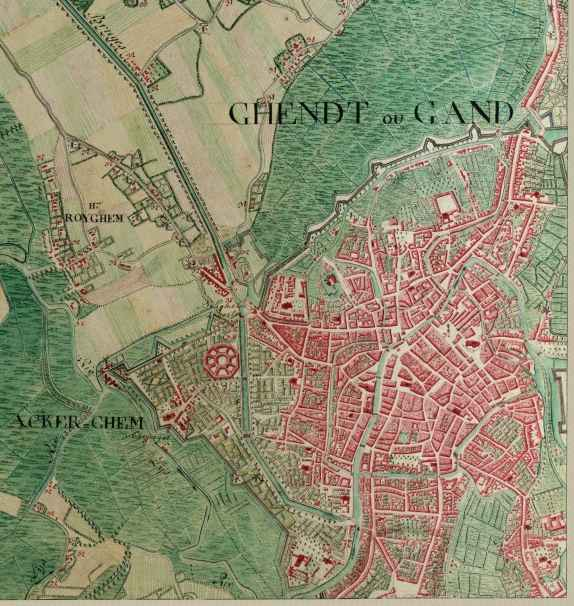
Gent 1775 auf dem Ferrarisplan

Gent gehörte von 1522 bis 1714 zu den Spanischen Niederlanden, danach bis 1795 zu den Österreichischen Niederlanden. Im Holländischen Krieg wurde Gent von französischen Truppen eingenommen. Aufgrund des Friedens von Nimwegen 1678 zogen die Besatzer wieder ab.
Vom Ende des 16. bis zur Mitte des 18. Jahrhunderts verfiel Gents Wirtschaft, die Bevölkerung ging von über 50.000 bis 1650 auf 31.000 zurück. Durch den westfälischen Frieden von 1648 verlor die Stadt auch die Verbindung ihres Hafens mit der See über die Sassevaart zur Westerschelde. Ein neuer Kanal zur See war 1623 mit dem Kanal Gent–Brugge eröffnet worden.
Die Stadt wurde 1678, 1708 und 1745 belagert.

### Wirtschaftliche Erholung, Industrialisierung, Napoleon (um 1750 bis 1815)
Die Ansiedlung neuer Gewerbe in der zweiten Hälfte des 18. Jahrhunderts brachte Gent ökonomisch wieder zur Blüte, sodass es im 18. Jahrhundert wieder zur größten Stadt im heutigen Belgien herangewachsen war. Bis zur Hungersnot von 1845 bis 1848 blieb sie die größte Stadt Belgiens. Am Ende des 18. Jahrhunderts begann in Gent als erster Stadt auf dem europäischen Festland die Industrialisierung, vor allem durch die Einführung mechanischer Leinen- und Baumwollverarbeitung, begünstigt durch den von Lieven Bauwens durchgeführten Schmuggel einer aus England stammenden Spinnmaschine, der Mule Jenny. Von da an war Gent eine wichtige industrielle Textilstadt. Die unter Maria Theresia vorgenommene Aushebung der Coupure (1751–1753), die die Leie mit der Brugse Vaart verband, sorgte zusätzlich für Aufschwung.
1789 eroberten die niederländischen Patriotten nach viertägiger Belagerung die Stadt und vertrieben die kaiserliche Besatzung. In den Revolutionskriegen in Folge der Französischen Revolution eroberten französische Truppen Flandern und 1792 sowie 1794 auch Gent. Hier hatte die demokratische Bewegung der Vonckisten bereits ab 1780 Anhänger gefunden. Auch die Zahl der Einwohner hatte wieder zugenommen. Um 1800 hatte Gent bereits wieder 52.000 Einwohner. Zwischen 1801 und 1815 wanderten über 8.000 Menschen nach Gent ein; vor allem der Kontinentalsperre (seit 1806) verdankte die Stadt einen verstärkten Aufschwung der Textilindustrie. Ab 1789 siedelten sich Juden in der Stadt an. Ihre Gemeinde wuchs bis 1817 zwar auf 106 Personen an, doch der Klerus, der zunehmend die Stadt beherrschte, schuf ein eher abweisendes Klima, so dass eine Zuwanderung eher aus ländlichen Reichsgemeinden als aus Handelsstädten erfolgte.
Im Jahr 1814 wurde die Reichsuniversität (Rijksuniversiteit) gegründet, die 1817 190 Studenten hatte.
Am 28. Dezember 1814 wurde zu Gent zwischen Großbritannien und den Vereinigten Staaten der Friede von Gent geschlossen. Während der Herrschaft der Hundert Tage Napoleons hielt sich König Ludwig XVIII. geraume Zeit in der Stadt auf.

### Teil der Vereinigten Niederlande (1815 bis 1830)
1815 wurde die Stadt aufgrund der Beschlüsse des Wiener Kongresses Teil des Königreichs der Vereinigten Niederlande. Während dieser Zeit wurde Gent 1816/1817 Universitätsstadt, und 1825–1827 wurde der Kanal Gent–Terneuzen gebaut, um so die Orte der Textilindustrie an die großen Märkte anzuschließen.
Bereits 1812 bzw. 1815 hatten die Straßen von London und Paris eine Gasbeleuchtung erhalten. Um 1827 baute auch Gent sein erstes Gaswerk (das erste Belgiens), wodurch die Stadt nach zwei Jahren 700 Straßenfackeln durch sichere Gaslaternen ersetzen konnte. Zum ersten Gaswerk kamen zwei weitere, darunter jenes an der Gasmeterlaan, von dem zwei Metallskelette von Gasbehältern erhalten sind. Sie stehen auf dem Grund des Betriebs De Nieuwe Molens und sind als Industriedenkmale geschützt.
In der niederländischen Periode wurde auch die Zitadelle von Gent zur Verteidigung gegen Frankreich errichtet.

### Zweite Stadt in Belgien, Expansion (seit 1830)

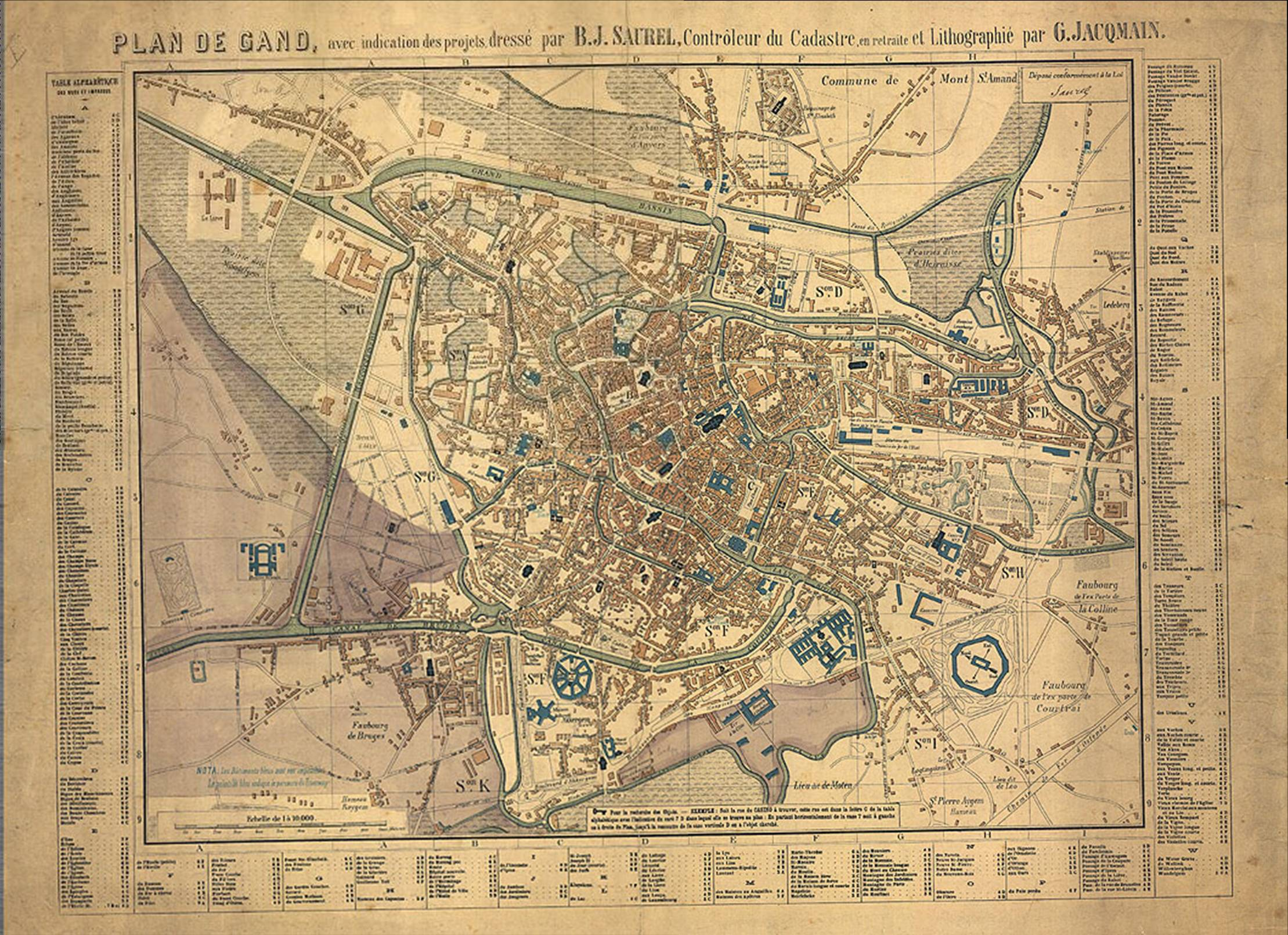
Gent 1841 auf der Karte von Saurel

1830 hatte Gent 83.843 Einwohner. Inzwischen fanden die Genter Baumwollweber ein großes Absatzgebiet in Niederländisch-Indien, was erklärt, warum die örtlichen Industriellen von der Belgischen Revolution weniger angetan waren. Als 1830 Belgien zum unabhängigen Königreich wurde, blieb ein großer Teil der Genter Bürgerschaft orangistisch gesinnt (Hippolyte Metdepenningen), auch wenn die Oberschicht mehrheitlich eher Französisch sprach. Nach 1848 gingen die Orangisten in der liberalen Partei auf. Gent ist auch die Stadt, in der in Belgien erste moderne Gewerkschaften und die belgische sozialistische Bewegung entstanden. Im Amsab-Instituut voor Sociale Geschiedenis (Amsab-Institut für soziale Geschichte) in Gent werden Unterlagen über die Arbeiterbewegung gesammelt.
1860 wurde das Zollrecht auf in die Stadt eingeführte Güter abgeschafft, die Stadttore wurden abgerissen. Die Industrie festigte sich außerhalb des Zentrums, und neue Viertel konnten an Stelle der alten Wallanlagen entstehen. 1913 war Gent Gastgeber der Weltausstellung, die im Süden der Stadt stattfand. Mit Hinblick auf die Expo wurde der Bahnhof Gent-Sint-Pieters an der nahe gelegenen neuen Maria-Hendrikaplein eröffnet. Das Expogelände wurde nach dieser Weltausstellung zum Miljoenenkwartier.
Während der beiden Weltkriege blieb Gent von Beschießungen und Bombardierungen weitgehend verschont, sodass nur wenige Kriegsopfer zu beklagen waren und zahlreiche historische Gebäude erhalten blieben.
Durch Eingemeindungen nahm die Stadt 1965 und 1977 ehemalige Nachbargemeinden als Stadtteile auf. Damit wuchs die Fläche der Stadt auf 15.600 Hektar, die Einwohnerzahl auf 246.171.

## Bevölkerungsentwicklung
Seit 1977 verlor Gent viele Einwohner an eher residentielle Randgemeinden. 1999 hatte Gent etwas weniger als 224.000 Einwohner. Durch den Zuzug von Migranten und durch eine erfolgreiche Stadterneuerung steigt die Einwohnerzahl seitdem wieder an.
Ende 2013 hatte Gent 250.281 Einwohner. Am 1. Januar 2024 zählte Gent 269.597 Einwohner.
- Quellen: Nationaal Instituut voor de Statistiek und Stadt Gent (Memento vom 13. Dezember 2012 im Internet Archive) (Teilgemeinde Gent nach 1977; PDF, 528 kB)
- 1806 bis einschließlich 1970: Volkszählungen; ab 1977: Einwohnerzahl am 1. Januar
- 1927: Eingliederung von Gebietsteilen von Desteldonk, Ertvelde, Evergem, Kluizen, Mendonk, Oostakker, Sint-Kruis-Winkel und Zelzate (+ 8 km² mit 1.250 Einwohnern)
- 1965: Eingemeindung von Desteldonk, Mendonk und Sint-Kruis-Winkel sowie Eingliederung von Gebietsteilen von Kluizen, Oostakker, Wachtebeke und Zaffelare (+ 31,08 km² mit 3.200 Einwohnern)
- 1977: Eingemeindung von Afsnee, Drongen, Gentbrugge, Ledeberg, Mariakerke, Oostakker, Sint-Amandsberg, Sint-Denijs-Westrem, Wondelgem, Zwijnaarde; zzgl. Eingliederung eines Gebietsabschnitts zwischen Gent (Zwijnaarde) und Merelbeke (+ 87,34 km² mit 108.952 Einwohnern)

## Politik

### Städtische Funktionsträger
Nach der Gemeinderatswahl 2018 wurde folgendes Ratskollegium gebildet.
| Funktion      | Name                         | Zuständigkeiten                                    |
| ------------- | ---------------------------- | -------------------------------------------------- |
| Bürgermeister | Mathias De Clercq (Open Vld) |                                                    |
| Schöffen      | Sofie Bracke (Open Vld)      | Hafen, Wirtschaft und Unternehmen                  |
| Schöffen      | Bram van Braeckevelt (Groen) | Personalangelegenheiten, Arbeit und Soziales       |
| Schöffen      | Astrid De Bruycker (sp.a)    | Chancengleichheit, Wohlstand und öffentliches Grün |
| Schöffen      | Rudy Coddens (sp.a)          | Gesundheit, Pflege und Armutsbekämpfung            |
| Schöffen      | Elke Decruynaere (Groen)     | Bildung, Erziehung, Jugend                         |
| Schöffen      | Mieke van Hecke (CD&V)       | Standesamt                                         |
| Schöffen      | Tine Heyse (Groen)           | Umwelt, Klima, Energie und Nord-Süd-Verhältnis     |
| Schöffen      | Sami Souguir (Open Vld)      | Stadtentwicklung, Raumplanung                      |
| Schöffen      | Annelies Storms (sp.a)       | Kultur, Tourismus und Veranstaltungen              |
| Schöffen      | Filip Watteeuw (Groen)       | Verkehr und Städtebau                              |

Die Bürgermeister der Stadt Gent seit der Nachkriegszeit waren:
- 1944–1946 – Edward Anseele jr. (Sozialistische Partei)
- 1947–1952 – Emile Claeys (CVP)
- 1953–1958 – Laurent Merchiers (PVV)
- 1959–1970 – Emile Claeys (CVP)
- 1971–1976 – Geeraard Van Den Daele (CVP)
- 1977–1982 – Placide De Paepe (CVP)
- 1983–1988 – Jacques Monsaert (CVP)
- 1989–1994 – Gilbert Temmerman (SP)
- 1995–2006 – Frank Beke (SP-sp.a)
- 2007–2018 – Daniël Termont (sp.a)
- 2018–0000 – Mathias De Clercq (Open Vld)

### Ergebnisse der Gemeinderatswahlen seit 1976
Am 1. Januar 1977 fusionierte Gent mit den ehemals eigenständigen Gemeinden Afsnee, Drongen, Gentbrugge, Ledeberg, Mariakerke, Oostakker, Sint-Amandsberg, Sint-Denijs-Westrem, Wondelgem und Zwijnaarde.
| Partei                    | 11. Oktober 1976 53 Sitze | 10. Oktober 1982 51 Sitze | 9. Oktober 1988 51 Sitze | 9. Oktober 1994 51 Sitze | 8. Oktober 2000 51 Sitze | 8. Oktober 2006 51 Sitze  | 14. Oktober 2012 51 Sitze | 14. Oktober 2018 53 Sitze |
| ------------------------- | ------------------------- | ------------------------- | ------------------------ | ------------------------ | ------------------------ | ------------------------- | ------------------------- | ------------------------- |
| SP/sp.a-spirit/sp.a-Groen | 13                        | 15                        | 16                       | 13                       | 14                       | 17 (14+3)                 | 26                        | 7                         |
| PVV/VLD/Open Vld          | 14                        | 11                        | 12                       | 13                       | 11                       | 11                        | 9                         | 15                        |
| Vlaams Blok/Vlaams Belang |                           |                           | 2                        | 7                        | 11                       | 9                         | 3                         | 4                         |
| CVP/CD&V-N-VA             | 19                        | 17                        | 15                       | 12                       | 10                       | 8 (7+1)                   | –                         | –                         |
| CD&V                      | –                         | –                         | –                        | –                        | –                        | –                         | 4                         | 3                         |
| VU/VU&ID/N-VA             | 7                         | 7                         | 3                        | 1                        | 1                        | Listenverbindung mit CD&V | 9                         | 6                         |
| Agalev/Groen              |                           | 1                         | 3                        | 5                        | 4                        | 6                         | mit sp.a                  | 14                        |
| unabhängig                |                           | –                         | –                        | –                        | –                        | –                         | –                         | 1                         |
| PVDA                      |                           | –                         | –                        | –                        | –                        | –                         | –                         | 3                         |

- Die unterstrichenen Zahlen ergeben die Koalitionsmehrheit.

Der nächste Gemeinderat wird 2024[veraltet] für sechs Jahre gewählt werden.
| Partei              | Stimmen 2012 | % 2012 | Sitze 2012 | Stimmen 2018 | % 2018 | Sitze 2018 |
| ------------------- | ------------ | ------ | ---------- | ------------ | ------ | ---------- |
| sp.a-Groen          | 69.356       | 45,48  |            | 53.179       | 33,5   | 21         |
| N-VA                | 26.064       | 17,09  |            | 19.167       | 12,1   | 6          |
| Open Vld            | 25.167       | 16,50  |            | 19.167       | 25,2   | 15         |
| CD&V                | 13.834       | 9,07   |            | 13.979       | 8,8    | 4          |
| Vlaams Belang       | 9.966        | 6,53   |            | 12.354       | 7,8    | 4          |
| PVDA                | 4.431        | 2,91   | /          | 11.178       | 7,1    | 3          |
| Rood!               | 1.561        | 1,02   | /          | –            | –      | –          |
| Piratenpartij       | 1.106        | 0,73   | /          | –            | –      | –          |
| LijstLijst          | 458          | 0,30   | /          | –            | –      | –          |
| BUB                 | 333          | 0,22   | /          | –            | –      | –          |
| Solida              | 236          | 0,15   | /          | –            | –      | –          |
| Duw.Gent            | –            | –      | –          | 3.229        | 2      | –          |
| BE.One              | –            | –      | –          | 1.709        | 1,1    | –          |
| Gentse Burgers      | –            | –      | –          | 1.633        | 1      | –          |
| PissOff             | –            | –      | –          | 931          | 0,6    | –          |
| MPR                 | –            | –      | –          | 498          | 0,3    | –          |
| VMC                 | –            | –      | –          | 480          | 0,3    | –          |
| Spiegel Partij      | –            | –      | –          | 329          | 0,2    | –          |
|                     | 152.512      | 95,90  | 51         | 158.545      | 95,7   | 53         |
| ungültig/Enthaltung | 6.528        | 4,10   |            | 7.148        | 4,3    |            |
|                     | 159.040      | 100    | 51         | 165.693      | 100    | 53         |

### Stadtrat
- Vooruit: 14
- Groen: 4
- VLD: 11
- CD&V: 10
- N-VA: 1
- VB: 11

Nach der Wahl kam es zu einer Minderheits-Koalition aus Vooruit und OVLD
- Vooruit: 17
- Groen: 6
- VLD: 11
- CD&V - NVA: 8
- VB: 9

Nach der Wahl kam es ebenfalls zu einer Koalition aus Vooruit und OVLD. Diesmal aber mit (knapper) absoluter Mehrheit. 
- Vooruit: 15
- Groen: 11
- VLD: 9
- CD&V: 4
- N-VA: 9
- VB: 3

Nach der Wahl kam es ebenfalls zu einer Koalition aus Vooruit, Groen und OVLD. Diesmal aber mit (knapper) absoluter Mehrheit. 
- PVDA: 3
- Vooruit: 7
- Groen: 14
- VLD: 15
- CD&V: 4
- N-VA: 6
- VB: 4

Nach der Wahl 2018 kam es zu einer Koalition aus OVLD, Groen, Vooruit und CD&V. Hatten mit 40 von 53 Sitzen also eine genaue 3/4 Mehrheit.
- PVDA: 3
- Vooruit: 11
- Groen: 14
- VLD: 8
- CD&V: 4
- N-VA: 10
- VB: 3

Nach der Wahl 2024 kam es zu einer Koalition aus Groen, Vooruit und OVLD.

- PVDA: 6
- Vooruit: 64
- Groen: 49
- VLD: 54
- CD&V: 22
- CD&V - NVA: 8
- N-VA: 26
- VB: 30

Für eine Koalition mit Mehrheit braucht/bräuchte man also bspw. Vooruit (64) + VLD (54) und Groen (49). Dann hätte man mit 167 Sitzen eine deutliche absolute Mehrheit.

Möchte man eine Zweidrittelmehrheit, kann man noch CD&V (22), CD&V-NVA (8) dazunehmen, selbst mit PVDA würde es theoretisch mit 189 (mit CD&V), 175 (mit CD&V-NVA) und 173 (mit PVDA) von 173 nötigen für eine Zweidrittelmehrheit reichen.
Die Summe der Sitzverteilungen von der Wahl 2000 bis zur Wahl 2024 nach absoluter und Zweidrittelmehrheit:

- Vooruit: 64
- VLD: 54
- Groen: 49
- CD&V: 22
- CD&V - NVA: 8
- PVDA: 6
- N-VA: 26
- VB: 30

## Sehenswürdigkeiten

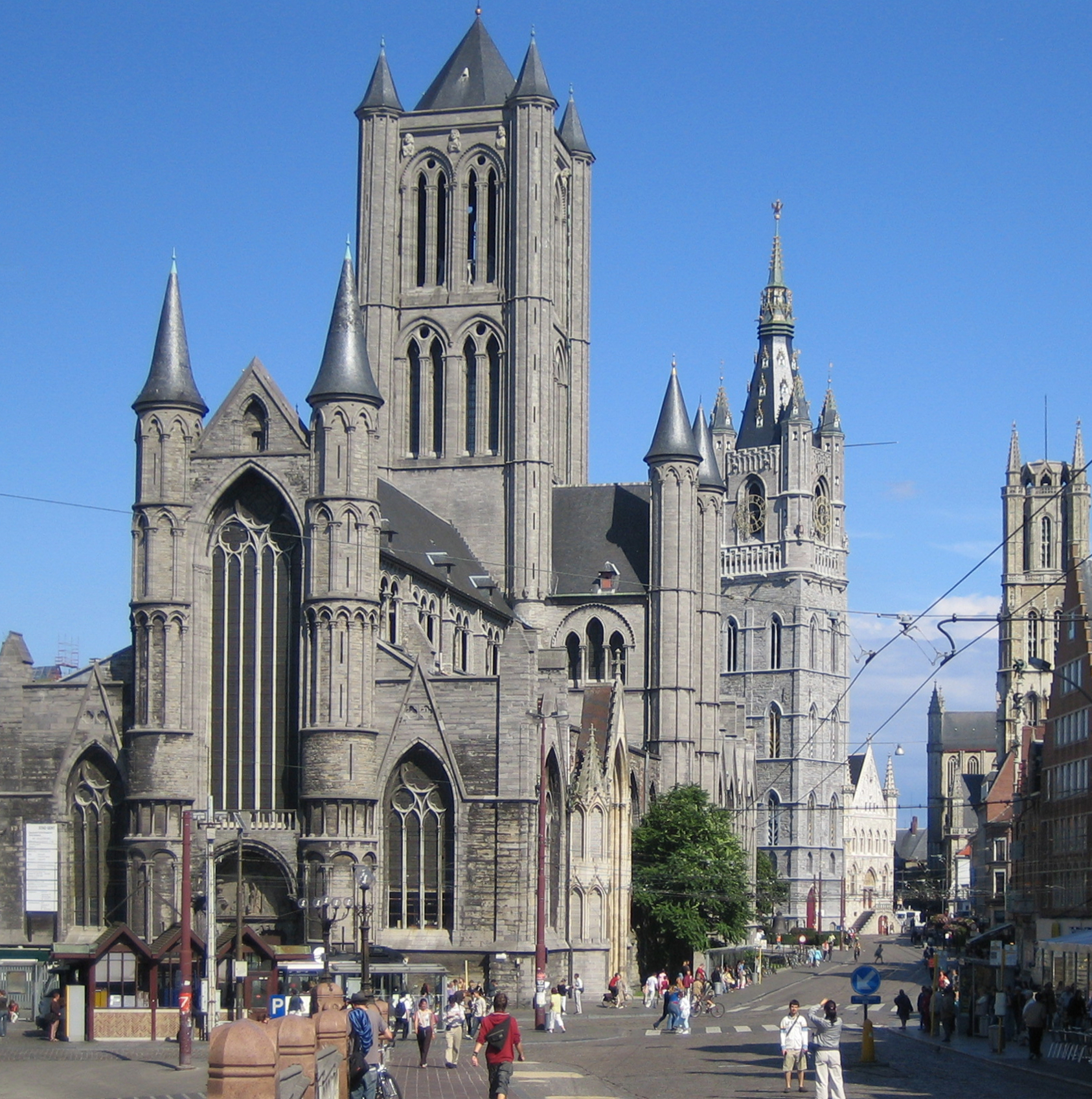
Die drei Türme, von links: Sint-Niklaaskerk, Belfried, St.-Bavo-Kathedrale

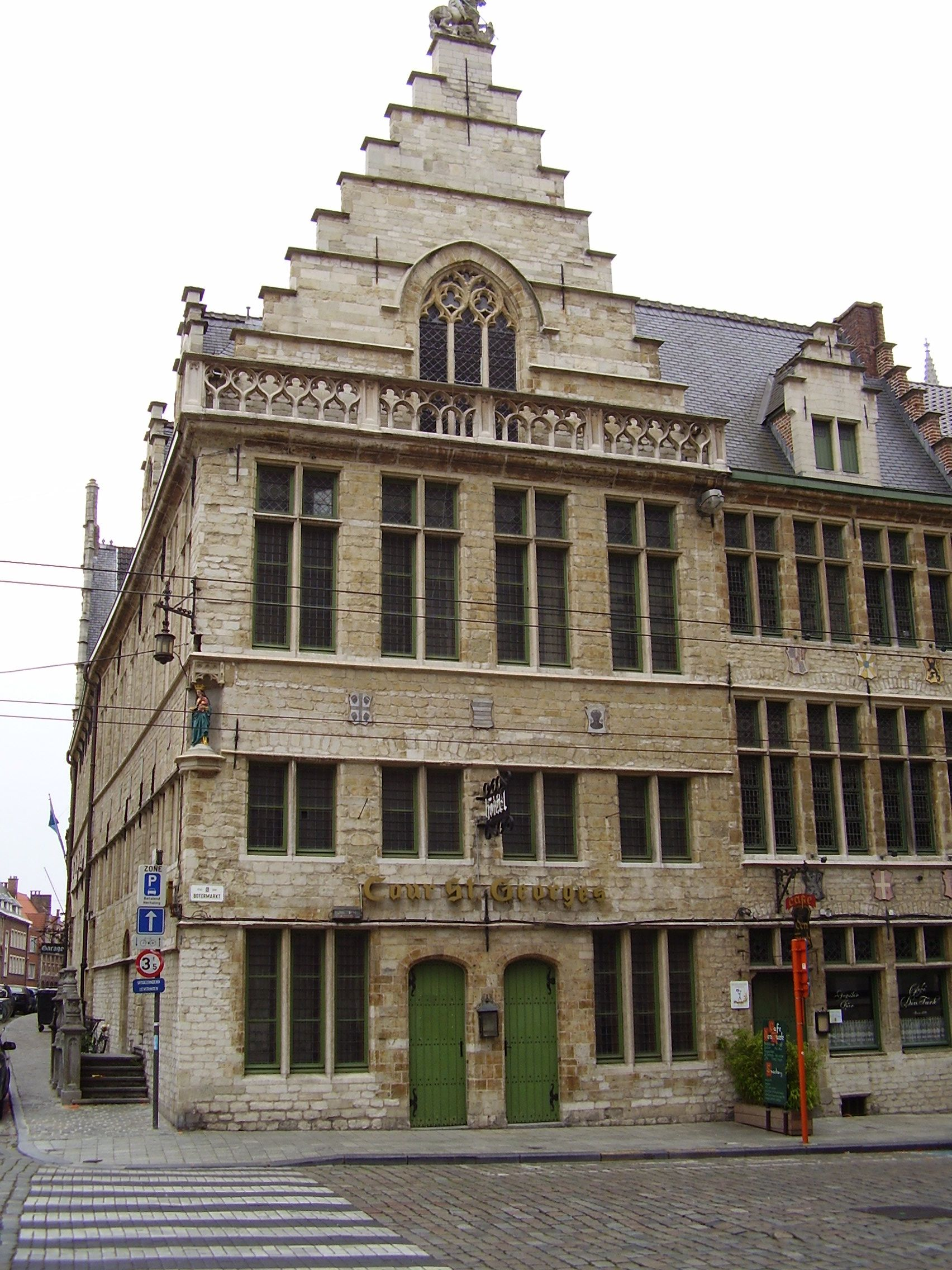
St.-Joris-Hof oder Cour St-Georges, ältestes Hotel Europas

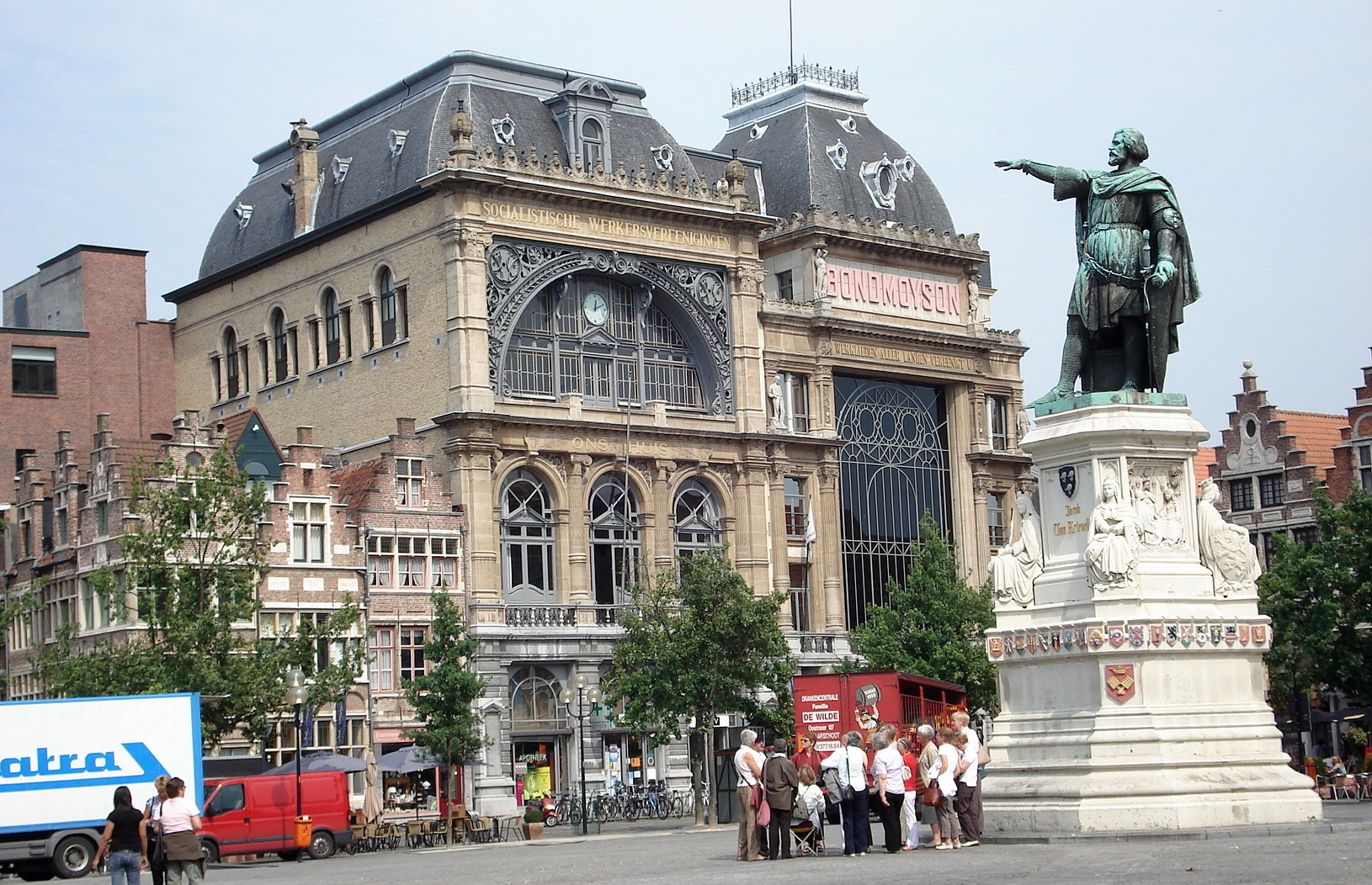
Freitagsmarkt mit dem Standbild von Jacob van Artevelde vor dem Ons Huis

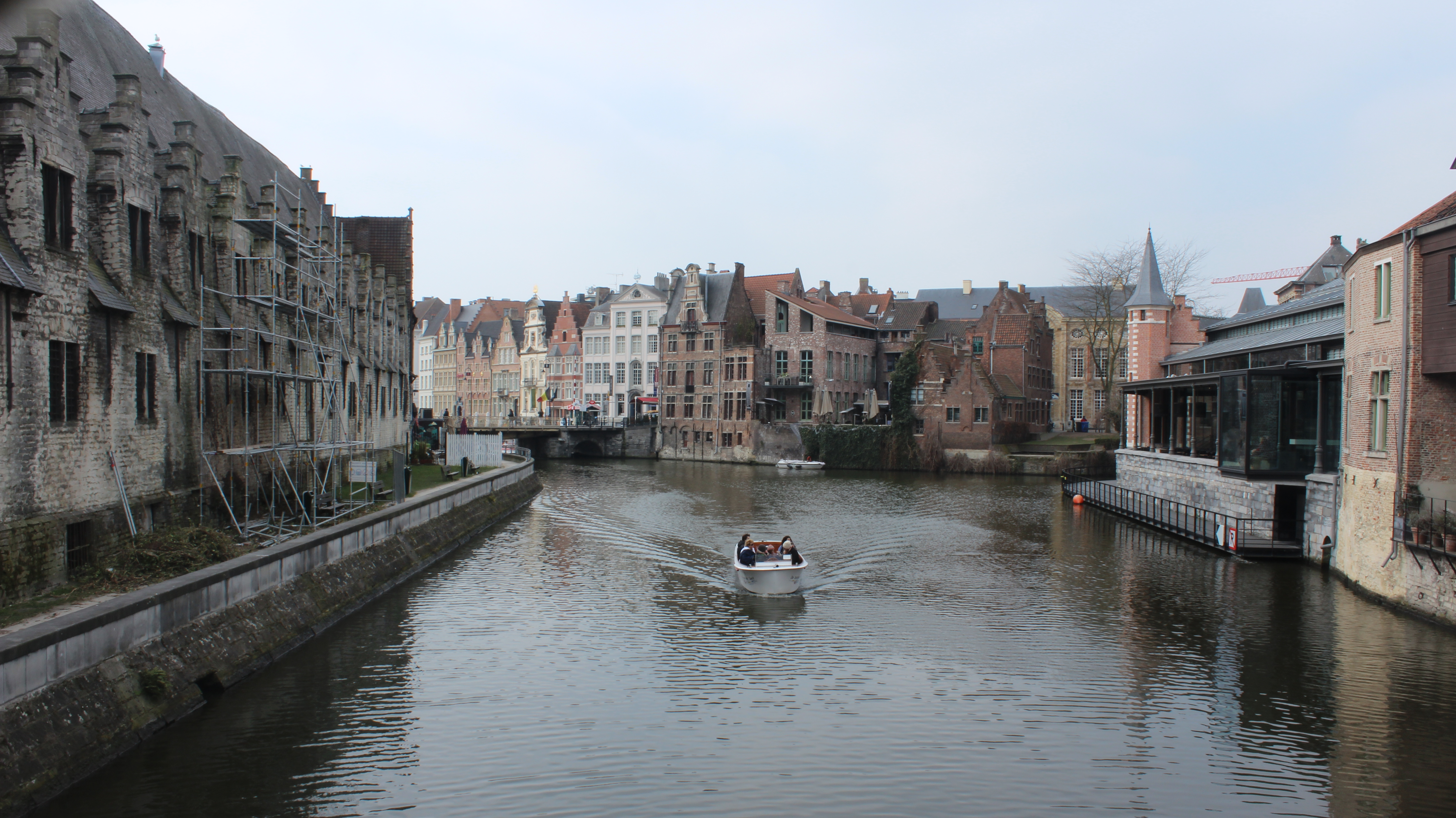
Einer der Genter Kanäle mit einem nahenden typischen Sightseeing-Boot. Rechts der Neubau des alten Fischmarktes

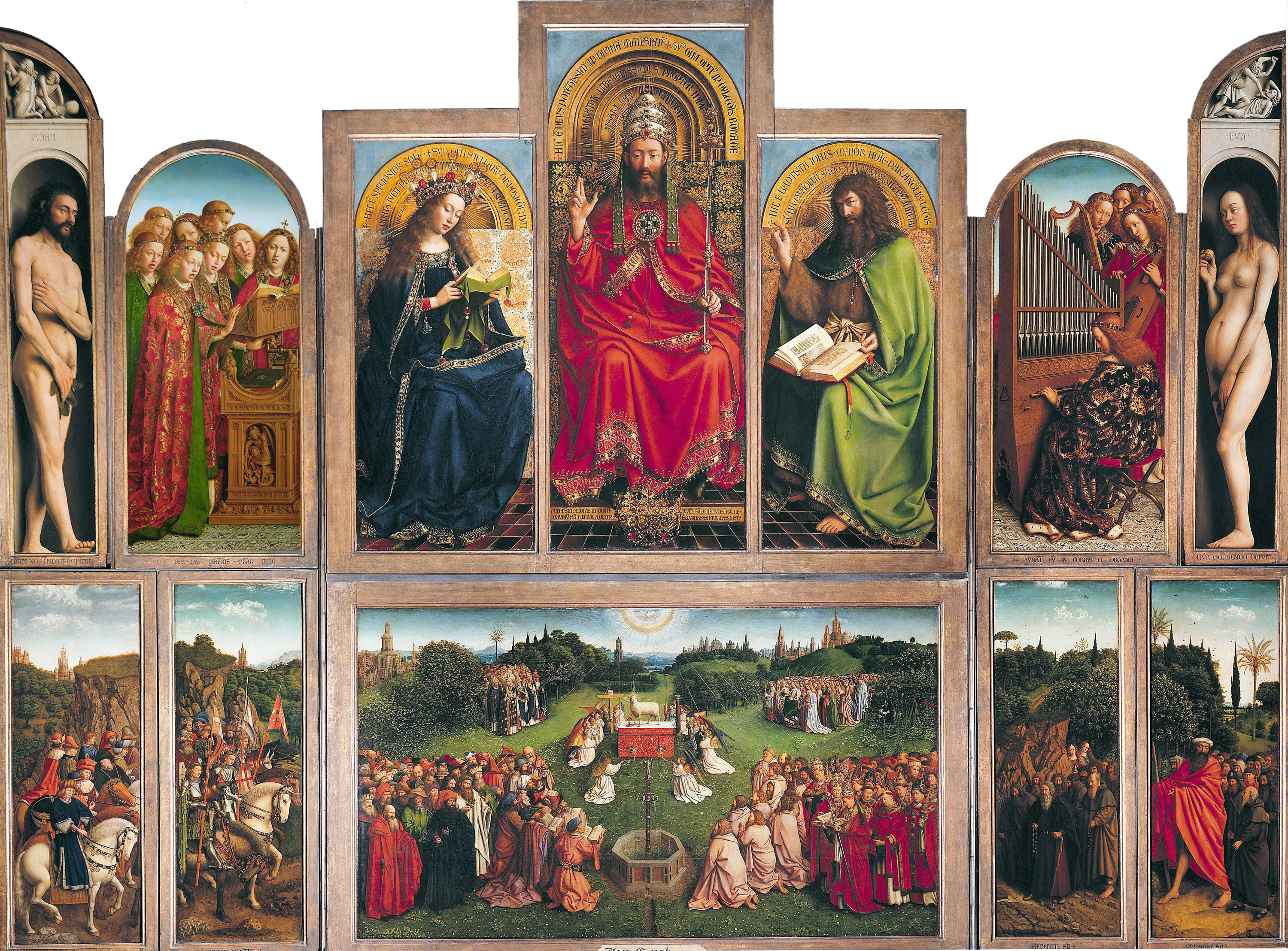
Jan van Eyck: Genter Altar in der Kathedrale St. Bavo

Ein Großteil der mittelalterlichen und frühneuzeitlichen Bausubstanz ist erhalten: Gent zählt mehr als 9800 registrierte, kulturhistorisch wertvolle Gebäude, die meisten sind zugleich denkmalgeschützt. Dabei konkurriert die Stadt als Fremdenverkehrsziel mit dem touristisch bekannteren Brügge.
Die Stadtsilhouette wird schon seit dem Mittelalter durch „die drei Türme“ (de drie torens) dominiert, welche in einer Reihe stehen. Dies sind der 95 m hohe Genter Belfried, der Turm der St.-Bavo-Kathedrale (ursprünglich St.-Jans-Kirche, 1300 bis 1538 gebaut, in ihr befindet sich der von Jan van Eyck gestaltete Genter Altar), und der Turm der im Stil der Scheldegotik am Kornmarkt errichteten Sint-Niklaaskerk. In den 1930er Jahren kam auf der anderen Seite der Stadt auf dem Blandinberg der Bücherturm hinzu, ein Entwurf von Henry van de Velde, weshalb auch manche von den „vier torens“ sprechen.
Aufmerksame Besucher der historischen Altstadt werden entdecken, dass an gebogenen Straßenlaternen die Wappen historischer belgischer Landesteile angebracht sind, beispielsweise findet sich nahe der Grasbrug am Flussufer das Wappen vom Hertogdom Limburg.
Gent weist neben den Sakralbauten eine große Anzahl historischer Profanbauten auf, beispielsweise an der Gracht des alten Hafens, der Graslei und der Korenlei, vor allem Giebel- bzw. Gildenhäuser und auch andere Gebäude, wie das alte Postamt. Eines der größten und wichtigsten profanen Bauwerke im Zentrum ist jedoch der Gravensteen (Grafenstein), eine aus dem 12. Jahrhundert stammende und die einzige in Flandern erhaltene mittelalterliche Burg in romanischem Stil, zudem gräfliche Residenz der Grafen von Flandern, mit noch relativ intakten Verteidigungswerken. Auf der mittelalterlichen Enthauptungsbrücke wurden bis ins 16. Jahrhundert Hinrichtungen vorgenommen. In direkter Nachbarschaft von Rathaus und St. Bavo steht seit 2012 eine neue Markthalle der Architekten Robbrecht en Daem und Marie-José van Hee (nl: Stadshal). Zwei hoch aufgeständerte Dachgiebel mit zur Umgebung passenden historischen Außenmaßen aus Stahl, Holz und Glas bilden dort eine Neuinterpretation des Themas Markthalle.
Ein anderes Gebäude, von historischem Wert, ist der Prinzenhof. Stellvertretend für eine Anzahl von sehenswerten Herrenhäusern kann das barocke Huis de Pelikaan genannt werden.
Am bereits erwähnten Belfried von Gent, der aus dem 14. Jahrhundert stammt und – zusammen mit anderen Türmen in Belgien und Nordfrankreich – den Status eines UNESCO-Weltkulturerbes hat, befindet sich die im Jahr 1425 begonnene, jedoch erst 1890 nach den ursprünglichen Plänen vollendete Tuchhalle von Gent, die im Mittelalter das Zentrum des Genter Tuchhandels ausmachte. Nahe dem Belfried befindet sich auch das spätgotische Stadhuis (Rathaus). Die Burg Geeraard de Duivelsteen wurde von Ritter Geraard Vilain, genannt Geraard de Duivel („Geraard der Teufel“), im 13. Jahrhundert errichtet und durchlief im Laufe der Jahrhunderte zahlreiche Nutzungsänderungen; heute fungiert ein Teil des Gebäudes als Reichsarchiv. Die Oper von Flandern und der nahe gelegene Justizpalast sind neoklassizistische Meisterstücke.
Von der Stadtmauer sind noch das Rabot, ein Schleusentor, das aus zwei runden Türmen und einem gegiebelten Mitteltor besteht, und das Peperbus erhalten. Zur Verteidigung ihrer Stadt verfügten die Einwohner ab dem 16. Jahrhundert über eine imposante, etwa fünf Meter lange Kanone, die Dulle Griet, die sich heute in der Nähe des Freitagsmarkts befindet. Der Freitagsmarkt ist einer der ältesten Plätze der Stadt; hier findet jeden Freitag ein Wochenmarkt statt. Andere nennenswerte (ehemalige) Märkte sind das Große Fleischhaus und die Oude vismijn.
Die Arbeiterbewegung hat mit dem Festlokal Vooruit und ihrem Sitz von 1910 Ons Huis im eklektischen Stil mit einigen Jugendstil-Anleihen ebenfalls Spuren hinterlassen.
Die wichtigsten der zahlreichen Sakralbauwerke sind, neben der bereits genannten St.-Bavo-Kathedrale und der Kirche St. Niklas, die St.-Jakobs-Kirche und die St.-Michaels-Kirche. Für letztere war in Plänen des 17. Jahrhunderts ein Turm von rund 130 m Höhe vorgesehen, aber aus finanziellen Gründen wurde dieser Plan nie verwirklicht. Die vermutlich älteste Kirche im heutigen Stadtgebiet befindet sich nicht im Zentrum, sondern in Ekkergem: die St.-Martins-Kirche, erstmals erwähnt im Jahr 941. Ebenso außerhalb des Zentrums stehen die Sint-Christoffelkapel aus dem 17. Jahrhundert und die St.-Anna-Kirche aus dem 19. Jahrhundert, in Rundbogenstil.
Nicht nur Kirchen, sondern auch andere religiöse Bauwerke prägen das Bild der Stadt. Dazu zählen auch die beiden im 7. Jahrhundert gestifteten Abteien St. Bavo und St. Peter. Von den drei Beginenhöfen der Stadt, dem Oud Sint-Elisabethbegijnhof, dem Großen Beginenhof Sint-Amandsberg und dem Klein Begijnhof Onze-Lieve-Vrouw Ter Hoyen, sind die beiden letztgenannten Teil des UNESCO-Weltkulturerbes Beginenhöfe in Flandern. Het Pand ist ein Dominikanerkloster aus dem 13. Jahrhundert, das sich gegenwärtig im Eigentum der Universität befindet.
Auch die Parks, wie der Südpark und der Zitadellenpark, zählen zu den Sehenswürdigkeiten.
Besonders sehenswert ist Gent bei Nacht, da die ganze Innenstadt mit einem ausgeklügelten Illuminationskonzept mit passiver Beleuchtung illuminiert wird. Dafür wurde die Stadt bereits mehrfach prämiert. Für die Konzeption der Stadtillumination Gents erhielt Roland Jéol aus Lyon 2004 den city.people.light Award 2004.

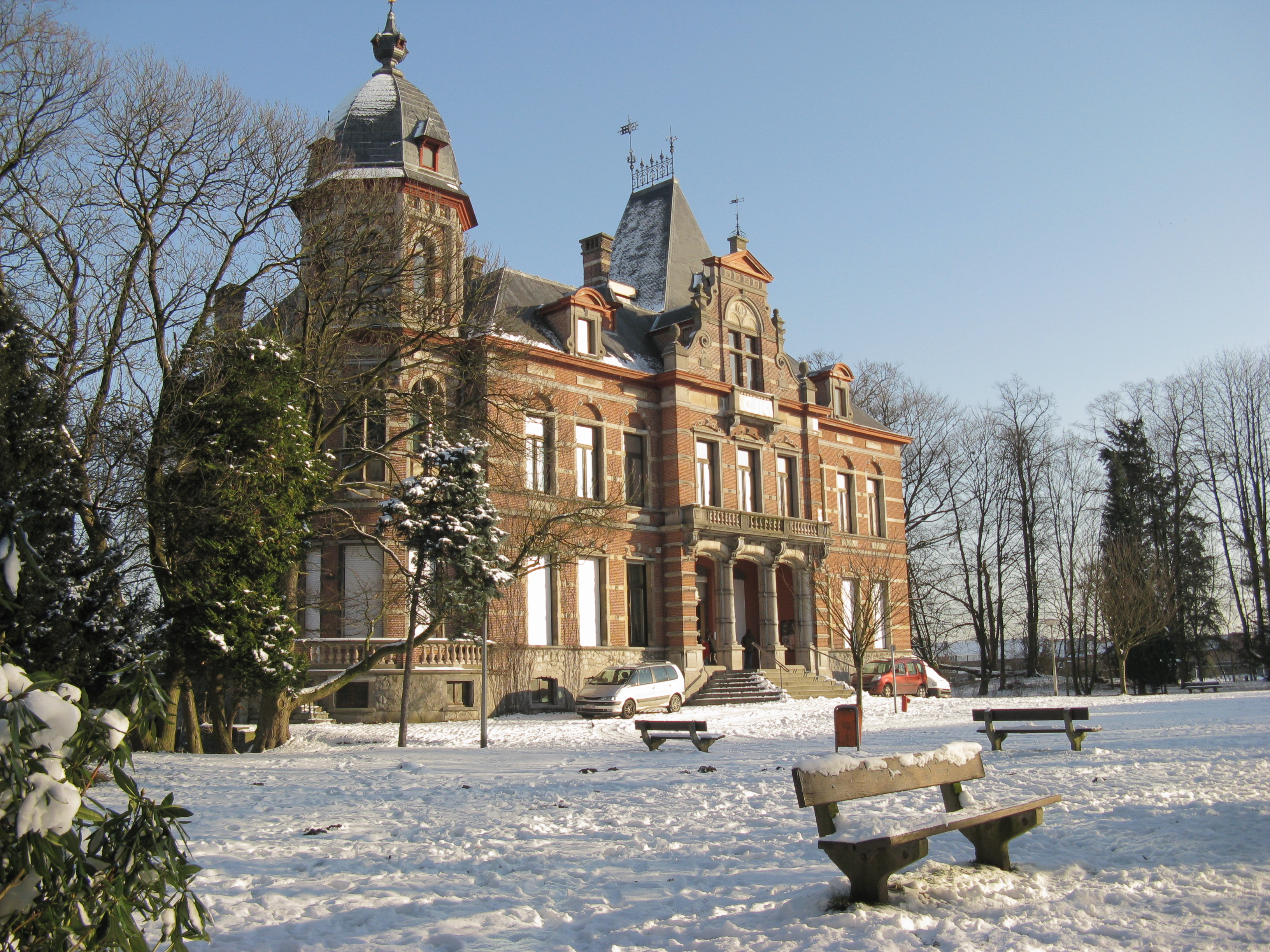
Kasteel Claeys-Bouüaert

In den Außenbezirken gibt es eine große Anzahl an architektonisch bedeutenden Schlössern. Eine Auswahl:
- Kasteel Claeys-Bouüaert (→Lage),
- Kasteel ter Beken, das Sint-Paulusseminarie (→Lage),
- Kasteel Varens (→Lage),
- Braamkasteel (→Lage),
- Kasteel Puttenhove (→Lage),
- Kasteel Rijvissche (→Lage).

Ende 2004 wählte die flämische Tourismusbehörde Toerisme Vlaanderen Gent zur „gemütlichsten Stadt Flanderns“.

## Wirtschaft und Infrastruktur

### Verkehr

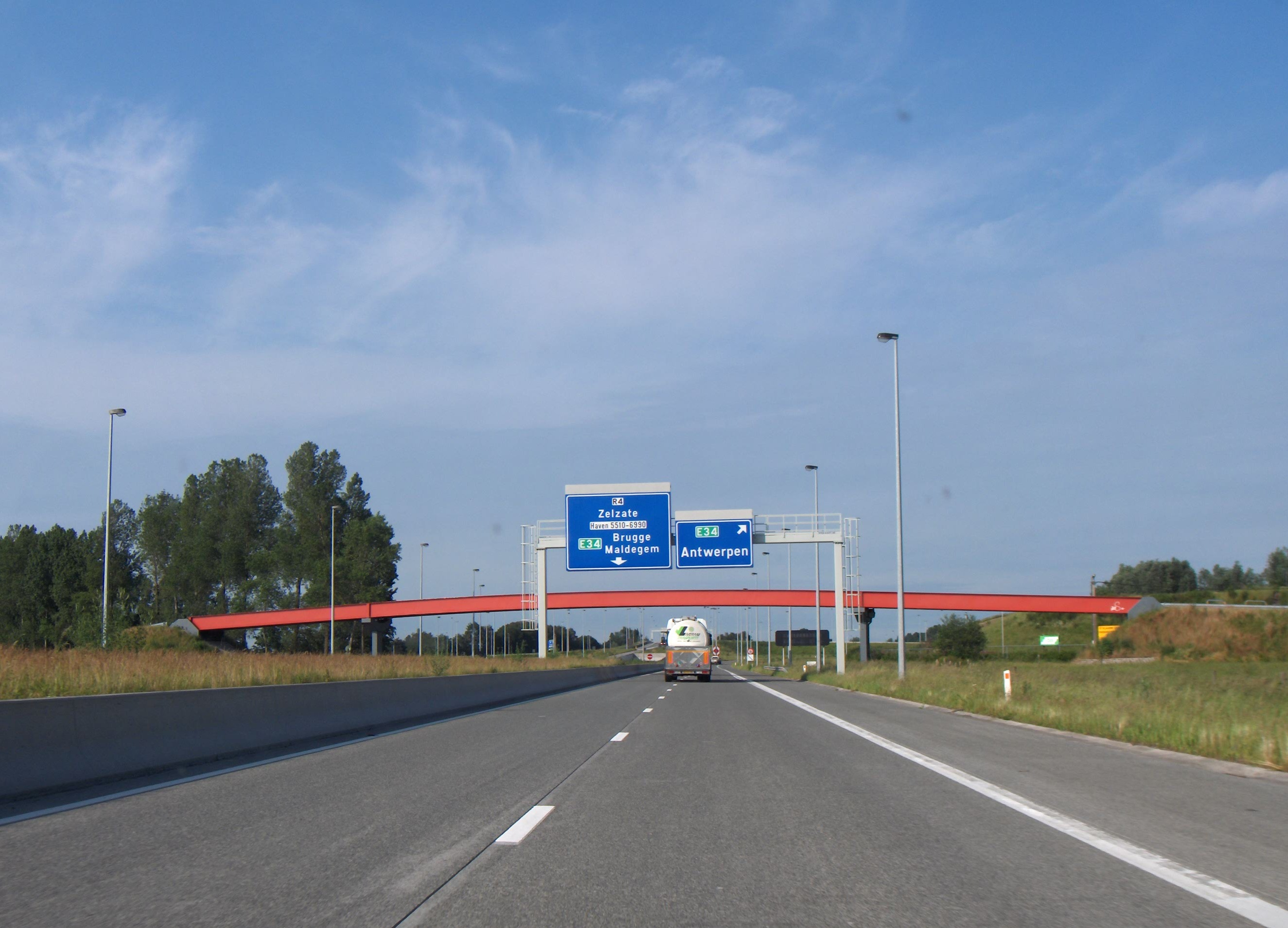
R4, der Ring rund um Gent, Kreuzung mit der E 34

#### Straßenverkehr
Ein großer Teil der Genter Innenstadt ist autofrei. Die ersten autofreien Straßen waren der Donkersteeg (1976) und die Langemunt (1982). Im Folgenden wurden durch den sogenannten Mobilitätsplan 1996 die autofreien Bereiche weiter ausgedehnt. Seit diesem letzten Plan wird der motorisierte städtische Straßenverkehr über eine Parkroute gezielt zu Untergrundparkhäusern (Tiefgaragen) geleitet. Die Parkplätze an der Oberfläche werden nach und nach abgebaut.
2017 wurden weitere Regeln eingeführt, um den Autoverkehr einzuschränken: Einbahnstraßen und Sackgassen für den Autoverkehr sowie autofreie Straßen und Fahrradstraßen mit Vorrang für Radfahrer wurden eingerichtet; der Autoverkehr zwischen den Stadtteilen wurde auf Umgehungsstraßen beschränkt, um den Autodurchgangsverkehr durch die Innenstadt zu verhindern, während Fußgänger, Radfahrer, Straßenbahnen und Busse direkt zu ihren Zielen gelangen können.
Gent liegt am Kreuzungspunkt der E 40 mit der E 17 und ist dadurch direkt mit den anderen Städten (Brüssel, Brügge, Antwerpen, Kortrijk) verbunden. Der Durchgangsverkehr wird auf den zwei Ringstraßen R40 und R4 um die Stadt geleitet.

#### Eisenbahn

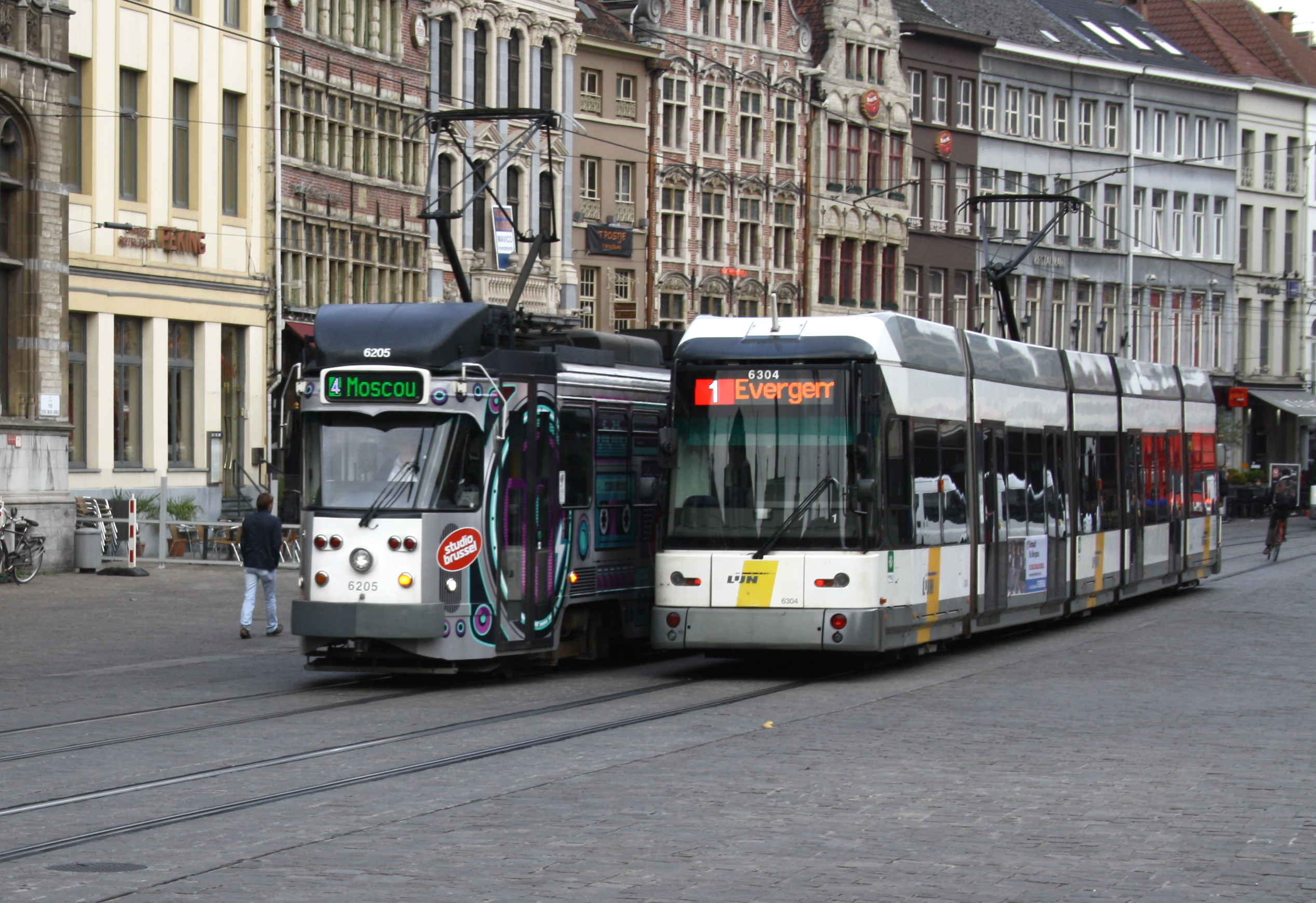
Begegnung eines PCC-Wagens und eines Niederflurgelenkwagens vom Typ HermeLijn auf dem Korenmarkt (2014)

Mit dem Bahnhof Gent-Sint-Pieters besitzt die Stadt einen der wichtigsten und meistfrequentierten Bahnknotenpunkte des Landes. Hier fahren ca. 605 Züge pro Tag, unter anderem nach Brügge–Ostende–Knokke sowie Antwerpen, Brüssel, Kortrijk, Mechelen, Geraardsbergen, Ronse und De Panne. Einige für den Stadtverkehr attraktive Verbindungen verkehren unter der Marke der S-Bahn Gent.
Daneben verfügt Gent über weitere Bahnhöfe: Gent-Dampoort, Station Gentbrugge, Station Drongen und Wondelgem. Der erste Bahnhof war Gent-Zuid oder Zuidstation (Gent Süd), eröffnet 1837. Dieser Kopfbahnhof wurde 1930 abgerissen, aus dem Gleisfeld wurde ein Stadtpark.

#### Öffentlicher Nahverkehr
Neben einem Stadtbusnetz gibt es in Gent auch drei Tramlinien. An bestimmten Tagen ist darüber hinaus das sogenannte Elektroboot im Einsatz, das zwischen „het Zuid“ und dem Stadtzentrum pendelt. Von März 1989 bis Juni 2009 verkehrte hier außerdem der Oberleitungsbus Gent als damals letzter O-Bus-Betrieb Belgiens.

#### Schiffsverkehr
Der Hafen von Gent ist durch den Zeekanal Gent–Terneuzen mit der Nordsee verbunden. Im Jahr 2015 wurden im Hafen Güter mit einem Gewicht von 46,5 Millionen Tonnen (2014: 47,7 Mio. t) umgeschlagen, davon 26,4 Mio. t im Seeverkehr (2014: 25,9 Mio. t). 2014 wurde der Verkehr mit 2.893 Seeschiffen abgewickelt, außerdem verzeichnete der Hafen von Gent 14.656 Anläufe von Binnenschiffen. Die Größe des im niederländischen Terneuzen befindlichen Schleusenkomplexes des Seekanals beschränkt die Größe der Seeschiffe, was zunehmend als Problem angesehen wird.

### Industrie
In Gent befindet sich ein großes Automobilwerk (Volvo Cars Gent) der Firma Volvo. Mit etwa 6.500 Beschäftigten (Stand 2025) ist das Werk einer der größten industriellen Arbeitgeber in der Provinz Ostflandern. Im Jahr 2023 liefen hier 230.527 Fahrzeuge vom Band, darunter die Modelle EX40, EC40 und V60. Seit April 2025 wird auch das Modell EX30 hier gefertigt. Nach der Schließung des Audi-Automobilwerks in Brüssel ist die Fabrik in Gent die letzte verbliebene Produktionsstätte für Automobile in Belgien.

### Presse
- De Gentenaar: „Der Genter“ ist die älteste bestehende belgische Tageszeitung, erstmals 1879 herausgegeben durch den Kanoniker Julien Verschueren. Das katholische Blatt kostete damals 1 Cent, dadurch wurde es das Massenmedium der (ärmeren) Arbeiter. Seit 1959 ist es ein Tochterblatt von Het Nieuwsblad und wird durch die Mediengruppe Corelio herausgegeben.[26][27]
- Het Volk
- TiensTiens

### Radio und Fernsehen
- Zen FM (radio)
- Radio Roeland (lokaler Radiosender)
- Urgent.fm (lokaler Jugendsender, Urgent ist Abkürzung für U(niversitaire)R(adio)Gent, Universitätsradio Gent)

### Krankenhäuser
- AZ Sint-Lucas
- AZ Jan Palfijn
- UZ Gent
- AZ Maria Middelares

## Bildung

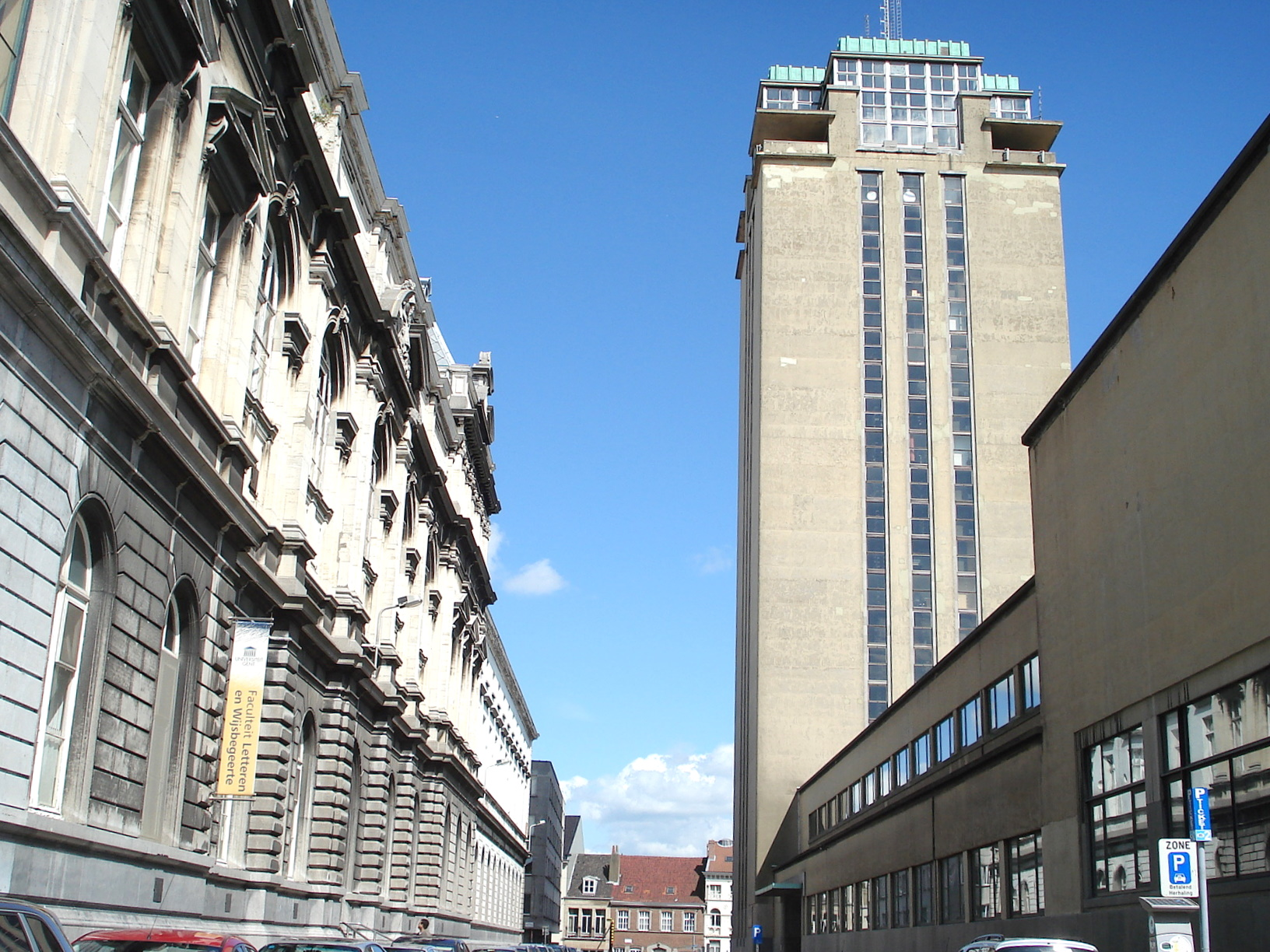
Bücherturm, Universitätsbibliothek Gent

Die Universität Gent ist mit etwa 44.000 Studenten (Stand 2019) neben der Katholischen Universität Löwen die bedeutendste Universität der flämischen Gemeinschaft und eine der wichtigsten und größten des Landes. Hinzu kommen andere Institutionen wie die Hogeschool Gent mit rund 16.000 Studenten, die heute ebenfalls die Koninklijke Academie voor Schone Kunsten (KASK) und das Koninklijk Conservatorium von Gent einschließt, die Artevelde (Kunst-)Hochschule (9.000), die Hochschule der Wissenschaften und Kunst (1.500) und die Hochschule Odisee (Odisee University College, 10.500). Für das akademische Jahr 2009/2010 waren an den Genter Einrichtungen insgesamt etwa 65.000 Studenten eingeschrieben – die Spitzenposition in Belgien. Diese massive Steigerung jüngst führte zu einem Mangel an entsprechendem Wohnraum.
Das Universitätsklinikum Gent (Universitair Ziekenhuis Gent) erfüllt zentrale medizinische Funktionen für die gesamte Region und selbst für Teile der Niederlande, besonders für Bewohner aus Seeisch-Flandern (Zeeuws-Vlaanderen), für die Gent wesentlich leichter zu erreichen ist als das Erasmus MC Klinikum von Rotterdam.

## Kultur und Sport

### Museen

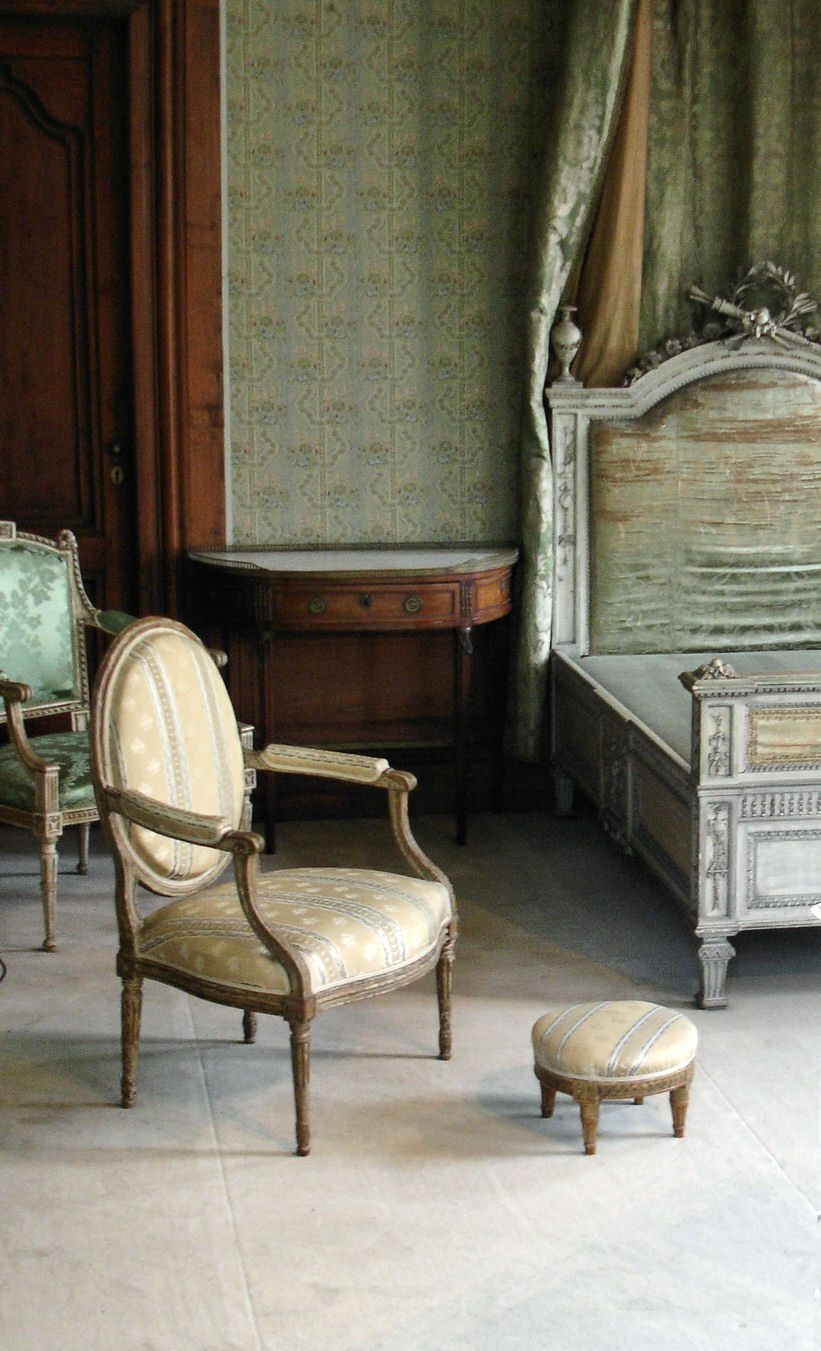
Im Designmuseum

Für Museen in Gent gibt es einen speziellen Museumspass. Die meisten Museen sind am Sonntag zwischen 10 und 13 Uhr für Einwohner der Stadt gratis zugänglich.
- Stadsmuseum Gent – Stadtmuseum für die Geschichte der Stadt Gent (STAM) in der ehemaligen Bijlokeabtei
- Stedelijk Museum voor Actuele Kunst – Städtisches Museum für aktuelle Kunst (SMAK) im Citadelpark
- Museum Dr. Guislain – Geschichte der Psychiatrie und wechselnde Ausstellungen
- Museum voor Schone Kunsten – Museum der schönen Künste (MSK) im Citadelpark
- Museum voor Stenen Voorwerpen – Sankt Bavoabtei
- Industriemuseum – Museum für Industrie, Arbeit und Textilherstellung
- Huis van Alijn – Haus von Alijn, vormals Volksmuseum für Folklore, Alltag und Brauchtum
- Museum voor Gerechtsvoorwerpen en het Wapenmuseum in de burcht Gravensteen – Gerichts- und Waffenmuseum in der Burg Gravensteen (Grafenstein)
- Museum Arnold Vander Haeghen
- Design Museum Gent (vormals: Museum voor Sierkunst – Museum für Zierkunst)
- De Wereld van Kina Het Huis en De Tuin (voorheen: Schoolmuseum Michel Thiery)
- De School van Toen – Die Schule von einst
- Genter Belfried – Museum im Belfried der Stadt Gent
- Museum van het Groot Begijnhof – Museum des großen Sankt-Elisabeth-Beginenhofs
- Museum van de Zusters van Liefde van Jezus en Maria – Museum der Schwestern der Liebe Jesu und Mariæ
- Kunsthal Sint-Pietersabdij – Kunsthalle St. Pietersabtei
- Universitäre Museen:
  - Museum voor Geschiedenis van de Geneeskunde – Museum für die Geschichte der Medizin
  - Museum voor de Geschiedenis van de Wetenschappen – Museum für die Geschichte der Wissenschaften
  - Museum voor Dierkunde – Museum für Tierkunde

### Theater
In Gent gibt es das Schauspielhaus NTGent, Minard und das Capitole. Gent beherbergt zusammen mit Antwerpen die flämische Oper. Der Konzertsaal Handelsbörse auf dem Kouter ist für Aufführungen zeitgenössischer oder klassischer Musik belangreich.

### Veranstaltungen

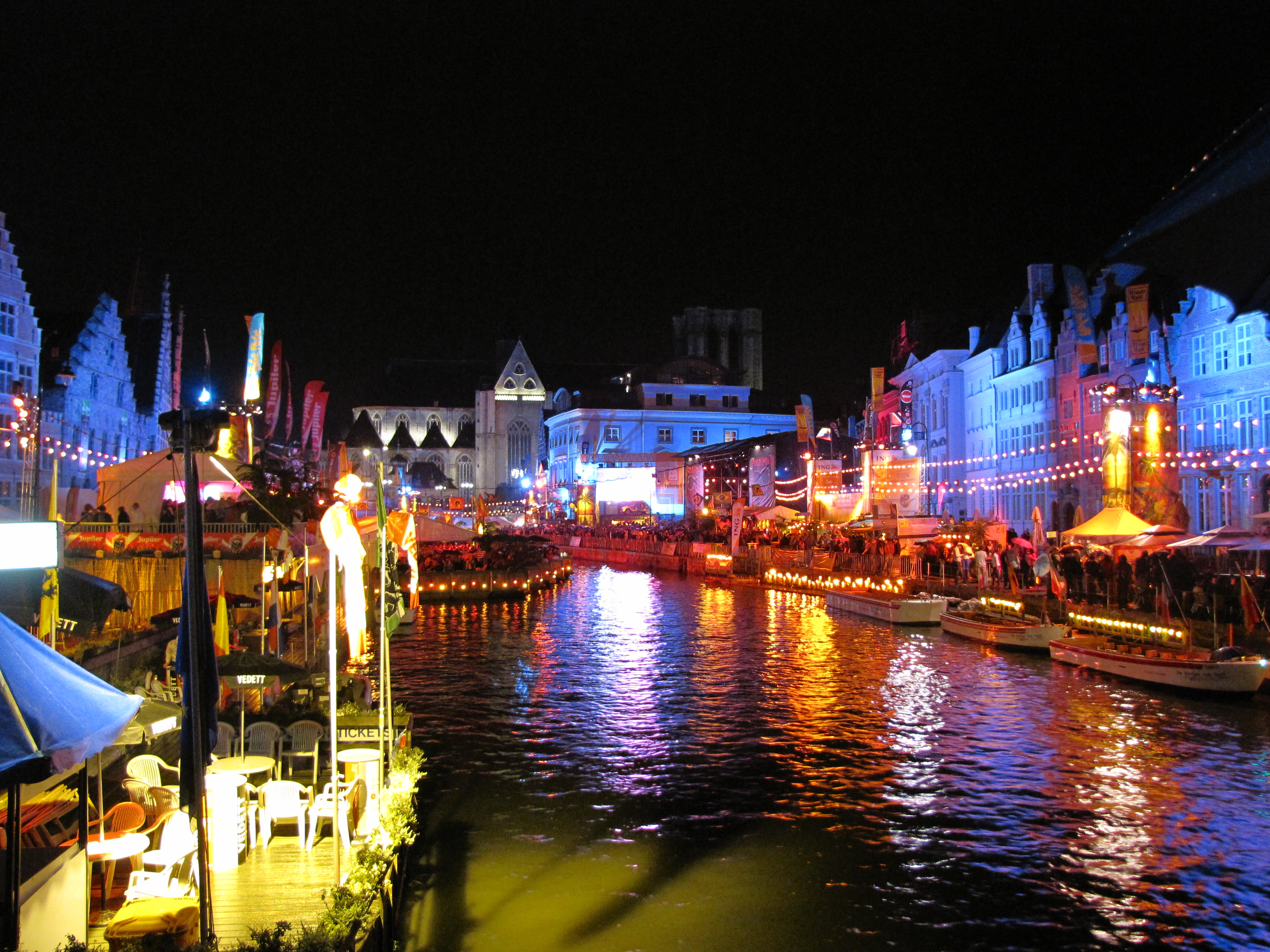
Gent während der Gentse Feesten

Die Stadt ist Gastgeber zahlreicher kultureller Ereignisse. Das Festival van Vlaanderen ist ein seit 1958 jährlich an verschiedenen Orten stattfindendes Musikfestival. Auf dem Programm stehen klassische Instrumentalmusik und Kirchenmusik. Die Gentse Feesten sind ein kostenloses zehntägiges Straßen-, Musik- und Kulturfestival, das jährlich im Juli in der ganzen Innenstadt stattfindet. Seit den 1960er-Jahren sind sie zu einem der größten Volksfeste Europas herangewachsen. Im Juli 2015 besuchten ungefähr 1,38 Millionen Personen die Gentse Feesten. Gent feiert Karneval mit Musik, Theater und Spektakeln. Jährlich finden auch das Jazzfestival Gent Jazz Festival, das Straßentheaterfestival, das Puppenspieler-Festival und das Festival I Love Techno statt. Die Stadt verfügt mit der Flanders Expo über die zweitgrößte Multifunktionshalle Belgiens.
Auf filmischem Gebiet findet jedes Jahr das Internationaal Filmfestival van Vlaanderen-Gent statt, in dessen Rahmenprogramm seit 2000 auch die World Soundtrack Awards vergeben werden.

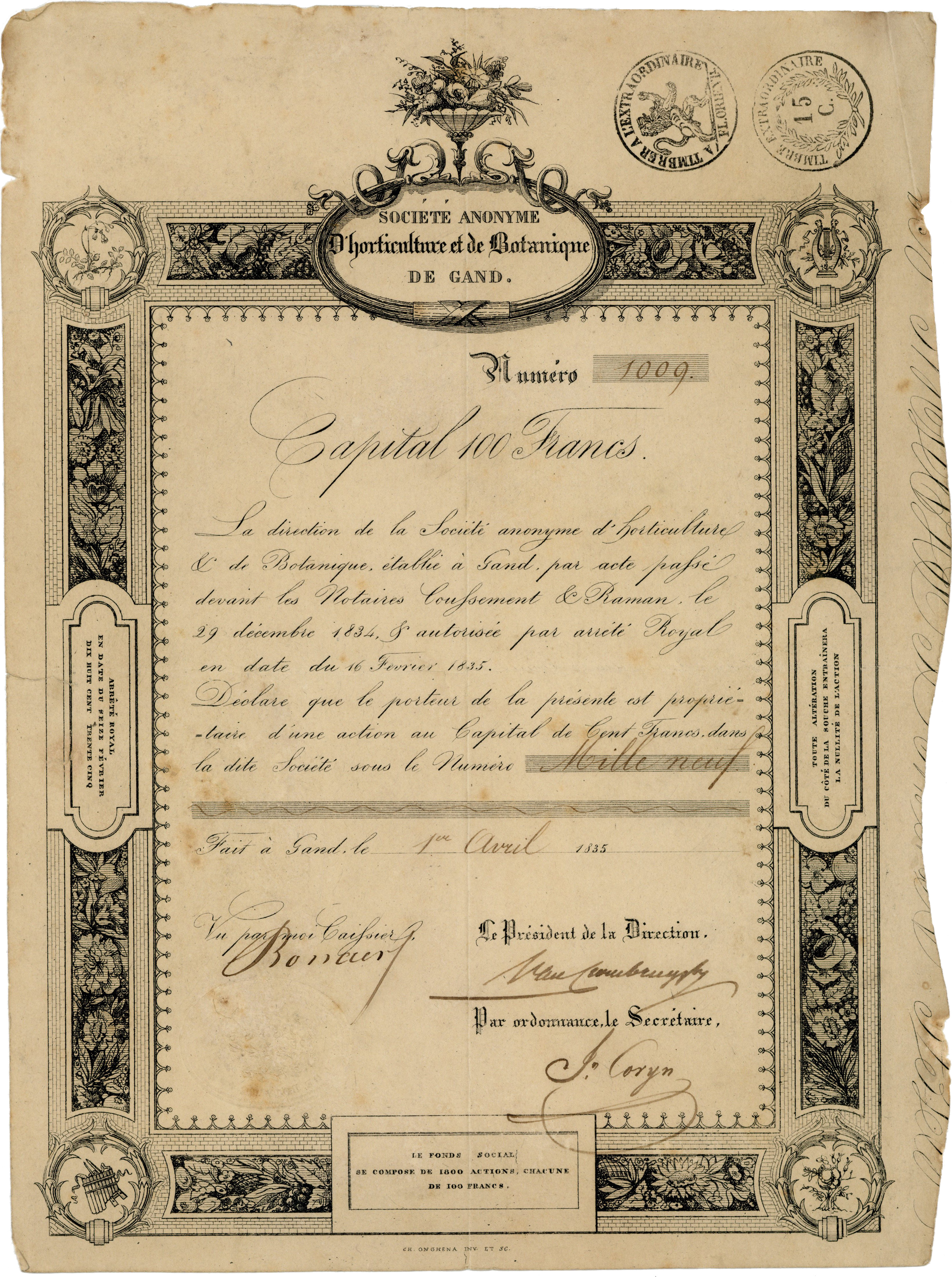
Aktie der Société Anonyme d’Horticulture et de Botanique de Gand über 100 Francs, ausgestellt in Gent am 1. April 1835, eigenhändig unterschrieben von ihrem Präsidenten Joseph van Crombrugghe. Die 1808 gegründete Gesellschaft organisierte ab 1809 die Genter Floralien nach englischem Vorbild.

Es gibt einen Weihnachtsmarkt auf dem Platz vor der Kathedrale. Der königliche Musikverbund organisiert das Christchöre-Festival, an dem eine große Anzahl von Chören in der Stadt auftritt. Jährlich finden eine Jahrmesse und eine Frühlingsmesse statt. Alle fünf Jahre öffnen die Genter Floralien für Liebhaber von Blumen und Pflanzen die Tore.
Der Flikkentag ist ein Tag der offenen Tür der Genter Polizei, der seit 1998 regelmäßig stattfindet. Seit dem Erfolg der flämischen Fernsehserie Flikken wurde die Veranstaltung rund um die Serie herum organisiert und lockte nach einigen Jahren rund hunderttausend Besucher an.
Die Poesieroute ist ein Spazierweg, der den Wanderer an 18 Gedichten in der Genter Innenstadt vorbeiführt.

### Sprache
In Flandern sind im Gegensatz zum Norden Dialekte wesentlich verbreiteter und stärker ausgeprägt. Der in Gent gesprochene eigensinnige niederländische Stadtdialekt weicht besonders stark von anderen in Ostflandern gesprochenen ländlichen Dialekten ab.
Gent war im Mittelalter der erste Ort der Grafschaft Flandern, dessen Sprache unter den Einfluss Brabants kam, wodurch sich das Ostflämische von Gent ausgehend entwickelte. Zuvor sprachen die Menschen auch hier Dialekte, die inzwischen eher als westflämisch gelten. Viele der sprachlichen Entwicklungen wurden durch die Bedeutung Gents in andere Städte und auf die Landbevölkerung übertragen. Doch ebenso wie einige Neuerungen innerhalb der Stadtmauern verblieben, traten später auch Sprachentwicklungen außerhalb Gents auf, die es nicht hinter die Stadtmauern schafften, sodass sich Gent mit seinem genuinen Stadtdialekt zunehmend zu einer dialektalen Sprachinsel entwickelte.
Mit dem Wachstum der Stadt Ende des 19. und Anfang des 20. Jahrhunderts in die Vorstädte hinein passten sich Sint Amandsberg, Gentbrugge und Ledeberg dem dominanten bürgerlichen Dialekt des Stadtzentrums vollständig an. In Teilen gilt dies auch für Wondelgem und Mariakerke, in anderen Gebieten wie Drongen und Evergem Oostakker vollzieht sich dieser Prozess gerade. Die Sprachinsel um Gent vergrößert sich also weiterhin.
Darüber hinaus gibt es neben dem bürgerlichen Dialekt noch den Dialekt der unteren Schichten, der noch weiter von den übrigen ostflämischen Dialekten abweicht.
Der Wortschatz unterscheidet sich nicht wesentlich, auch hinsichtlich der Phonologie, von den umgebenden Dialekten. Gent war nach Brüssel die im 19. und beginnenden 20. Jahrhundert am meisten „verfranste“, also sprachlich französisierte Stadt im niederländischen Sprachgebiet Belgiens. Die Bourgeoisie der Stadt war durchweg französischsprachig, daher sind noch immer im Genterischen wesentlich mehr französische Lehnwörter als im übrigen Ostflandern verbreitet. Es kann also durchaus sein, dass in Gent ein Begriff verwendet wird, der im restlichen Sprachgebiet unbekannt ist.
Beispiele für diesen Stadtdialekt finden sich unter anderen in bekannten Genter Liedern von Walter De Buck wie ‘t Vliegerke, De sterkste man van Gent und In mijn stroate zijnt allemaol comeeren.

### Stroppendragers

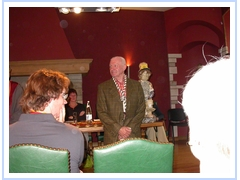
Genter Stroppendrager

Die Einwohner von Gent tragen den Beinamen Stroppen bzw. Stroppendragers (deutsch Strickträger). Weil sie gegen Kriegssteuern aufgestanden waren, erniedrigte Kaiser Karl V. die Notablen seiner Geburtsstadt Gent 1539, indem sie nach seinem Sieg einen Strick um den Hals tragen mussten. Die Schlinge blieb in der Genter Folklore lebendig. Während der Genter Feste (Gentse Feesten) tragen alljährlich viele Bürger schwarz-weiße Stricke um den Hals. Das rührt von den Hauptfarben des Stadtwappens her, dem weißen Löwen auf schwarzem Grund.

### Malerei

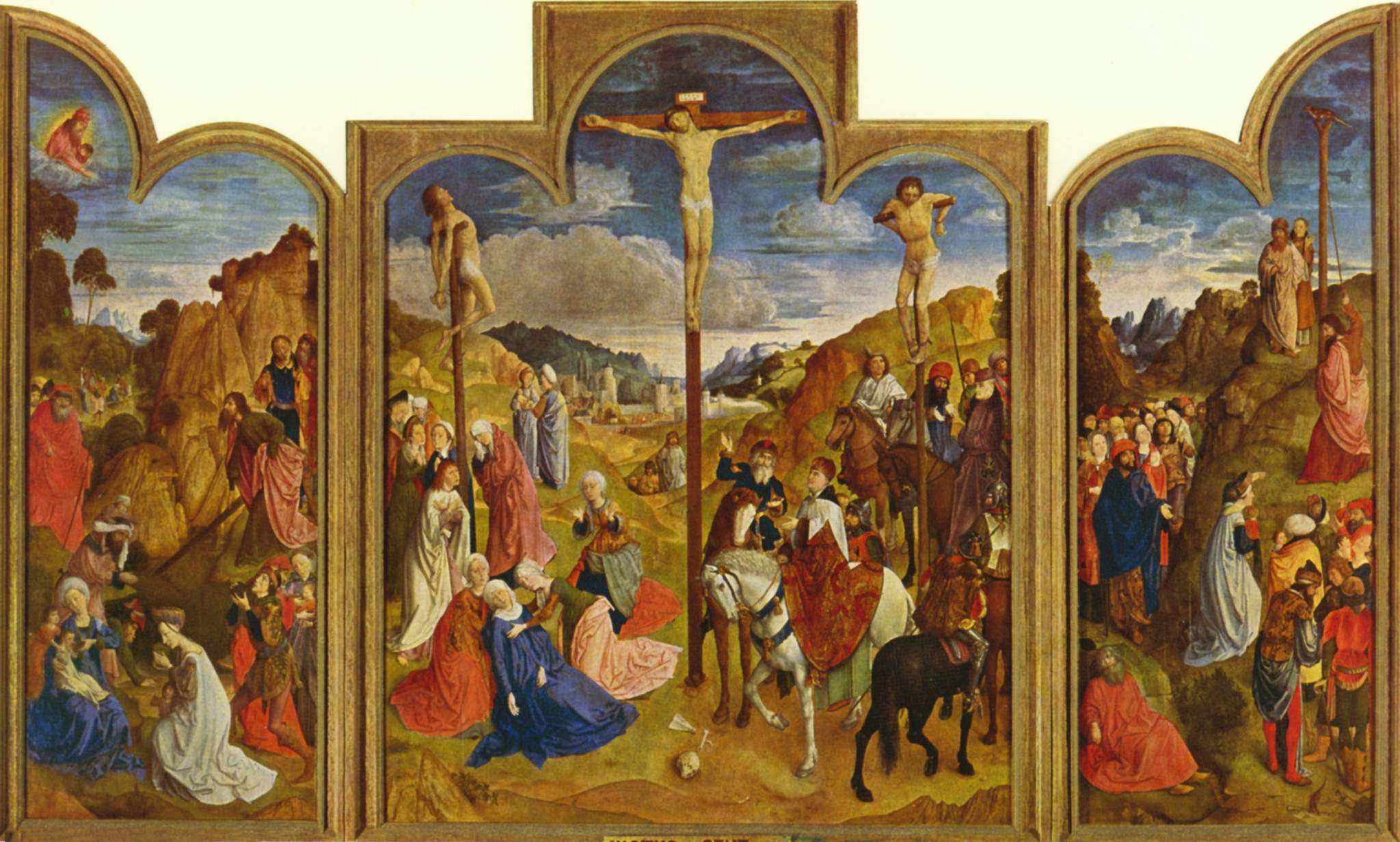
Triptychon, Justus van Gent, 1464

Auf dem Gebiet der Malerei gibt es in Gent weniger bekannte Namen als bei anderen flämischen Städten. Im Mittelalter sind das Hugo van der Goes, Jan van der Asselt und Justus van Gent. Im 19. Jahrhundert waren das vor allem Philippe-Lambert Spruyt, Félix De Vigne, Joseph Paelinck und Pieter Van Hanselaere, die Bekanntheit erwarben. Die berühmte Latemser Schule bestand zu großen Teilen aus Gentern, von denen Gustaaf Van de Woestijne, Frits Van den Berghe, Robert Aerens, Gustaaf und Léon De Smet sowie Albert Servaes die markantesten sind.

### Sport
| - Allgemein - Blaarmeersen - Watersportbaan - American Football - Ghent Gators - Athletik - KAA Gent (Koninklijke Atletiek Associatie Gent) - Topsporthal Vlaanderen - Badminton - BC Gentse - Baseball - Gent Knights - Basketball - Optima Gent - Bogenschießen - Gentse Doelschutters (GDS) - Cricket - Arcadians CC - Handball - Handbalclub Don Bosco Gent - Floorball - Floorball Club Gent - Fußball - KAA Gent - KRC Gent - Tarket Flanders Soccer Cup - Korbball - Neerlandia Gent - Ganda KC - Lacrosse - Ghent Goblins | - Radsport - Gent–Wevelgem - Omloop Het Volk - Sechstagerennen von Gent - Vlaams Wielercentrum Eddy Merckx - Kuipke - Rudern - Koninklijke Roeivereniging Club Gent (KRCG) - Koninklijke Roeivereniging Sport Gent (KRSG) - Studentenroeien Gent (SRG) - Vereniging Veteranen Roeiers - Ghent Student Regatta - Doortocht van Gent - Rugby - Gent RFC - Schach - Koninklijke Gentse Schaakkring Ruy Lopez (KGSRL) - Schaakclub Jean Jaurès - Schießen - Koninklijke en Ridderlijke Hoofdgilde van Sint-Michiel - Tischtennis - TTC Gent - TTC Rooigem Gent - HNO Gent - TTC Oude Bareel Sint-Amandsberg - TTC Drongen - Ultimate - Gentle Open & Gentle Ladies - Volleyball - VDK Gent - Wasserpolo - Koninklijke Gentse Zwemvereniging |

### Architektur
Bekannte Baumeister waren Louis Roelandt, Louis Minard und Jacob Gustaaf Semey. Heftig diskutiert wurde die 2009 bis 2012 mitten im historischen Zentrum errichtete Stadthalle Gent.

### Kulinarisches

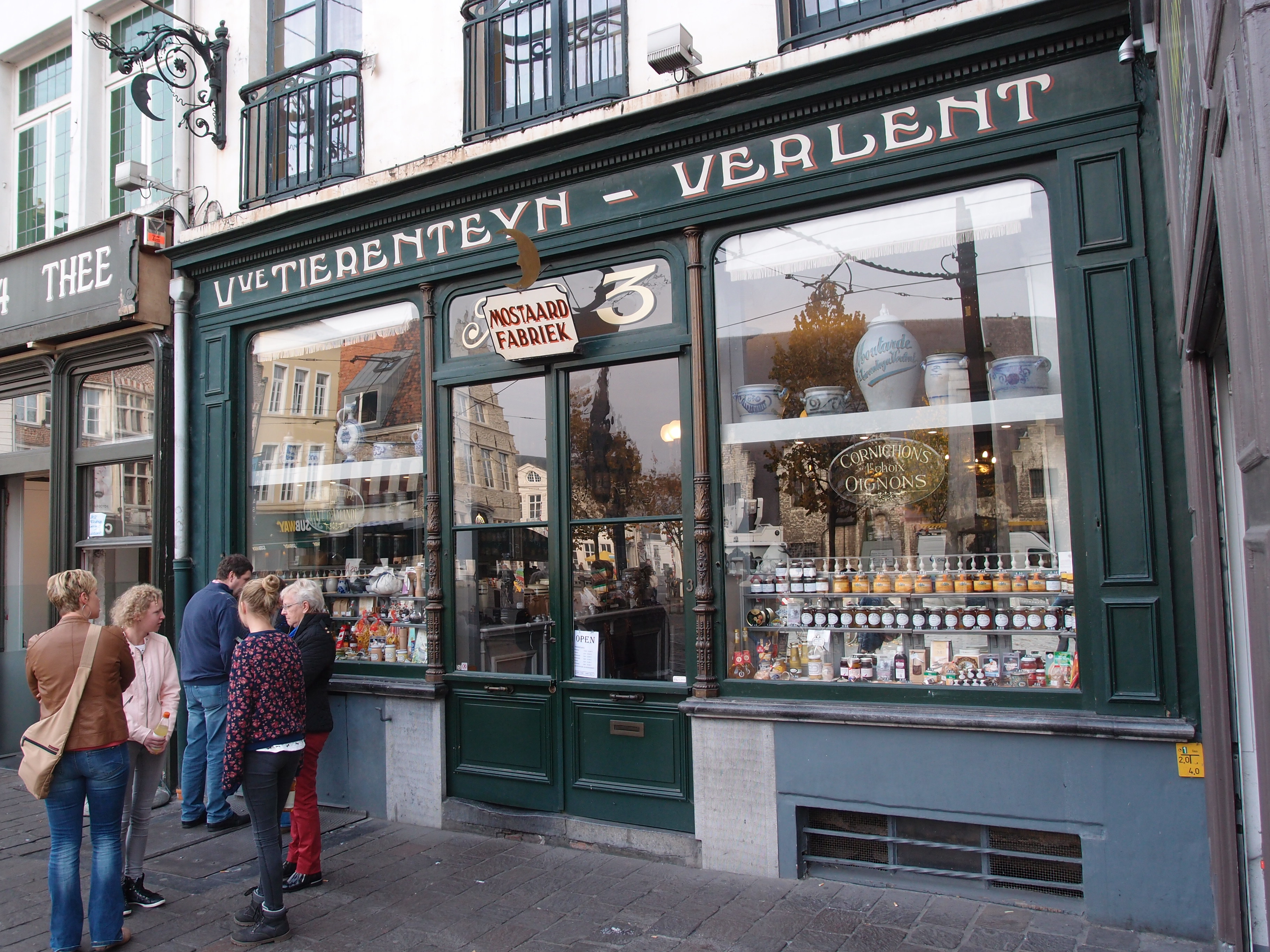
Fassade der historischen Mostaard Fabriek Tierenteyn-Verlent

Waterzooi, Stoverij, Hutsepot, Genter Mokken, Kletskoppen, Mandelbrot, Kaas mit örtlichem Tierenteynsenf, Cuberdon (eher bekannt als „Neuzekes“) und Biere wie das Genter Tripel, Gruut en Stropken. Seit 2009 erprobt die Stadt donnerstags einen wöchentlichen Vegetariertag. Gent hat pro Einwohner die meisten vegetarischen Restaurants in Belgien.

## Persönlichkeiten
Berühmte, aus Gent stammende Persönlichkeiten sind unter anderem Jacob van Artevelde, John of Gaunt, 1. Duke of Lancaster – wichtige Person im Hundertjährigen Krieg, Kaiser Karl V., der Astronom Adolphe Quetelet, der Politiker und Premierminister Paul de Smet de Naeyer, der Schriftsteller Maurice Maeterlinck, der IOC-Präsident Jacques Rogge, der Sänger Helmut Lotti und der Raumfahrer Frank De Winne.

## Städtepartnerschaften
Der Stadtrat von Gent beschloss 2021, alle bestehenden Städtepartnerschaften („Schwesterstädte“ und „Partnerstädte“) zu kündigen, und sich künftig auf multilaterale Städtenetzwerke zu beschränken.
Eine Ausnahme wurde nur für die einzige Schwesterstadt in Asien gemacht:
- Kanazawa, Japan, seit 1971 - die einzige verbliebene Städtepartnerschaft.

Die 2021 gekündigten Schwesterstädte waren:
- Saint-Raphaël, Frankreich, ab 1958
- Wiesbaden, Deutschland, ab 1969[38]
- Melle, Deutschland, ab 1977 (mit dem Stadtteil Sint-Denijs-Westrem)
- Mohammedia, Marokko, ab 1982
- Tallinn, Estland, ab 1982
- Nottingham, Vereinigtes Königreich, ab 1985

Die ehemaligen Partnerstädte waren:
- Burgas, Bulgarien, ab 2009
- Danzig, Polen, ab 2009
- Weihai, Volksrepublik China, ab 2013
- Taizhou, Volksrepublik China
- Lüttich, Belgien

## Gent in Film und Fernsehen
- Fernsehserien: Code 37, Flikken, Telenovela Louislouise
- Film: Neulich in Belgien (Aanrijding in Moscou), Ben X, Alias, Man zkt vrouw, Monuments Men – Ungewöhnliche Helden (The Monuments Men)